# Коронавірусна хвороба 2019 у В'єтнамі
Спалах коронавірусної хвороби 2019 у В'єтнамі — це поширення пандемії коронавірусної хвороби 2019 на територію В'єтнаму. Перший випадок на території країни коронавірусної хвороби зареєстровано ще 23 січня 2020 року, до 25 квітня 2020 року на території В'єтнаму було зареєстровано лише 270 випадків хвороби, у тому числі жодного смертельного випадку, на 12 вересня в країні зареєстровано вже 1060 випадків хвороби, 35 хворих померли. Центром поширення епідемії є місто Ханой з 1609473 підтвердженими випадками та 1221 померлими, за ним йде Хошимін з 612746 випадками та 19984 померлими; однак міністерство охорони здоров'я В'єтнаму підрахувало, що реальна кількість випадків може бути в 4—5 разів більшою.
31 грудня 2019 року Китай оголосив про виявлення групи випадків пневмонії в Ухані. Новини про «дивну пневмонію» у Китаї циркулювали у в'єтнамських засобах масової інформації з початку січня 2020 року. Вперше про виявлення хвороби у В'єтнамі повідомлено 23 січня 2020 року, коли у 2 китайців у Хошиміні підтвердився позитивний результат тестування на коронавірус. Початкові випадки були в основному завезеними, поки в лютому та березні не почалася місцева передача вірусу. Кластери випадків були пізніше виявлені у провінціях Віньфук і Хайзионг, а також у 3 інших великих містах, з першою смертю 31 липня 2020 року.
Протягом 2020 року В'єтнам успішно справлявся з поширенням хвороби, та відзначався у світових засобах масової інформації як одна з країн із найкраще організованими програмами санітарно-епідеміологічного контролю, разом із Індонезією, Сінгапуром та Тайванем, які мають значно вищий рівень захворюваності на коронавірусну хворобу, ніж В'єтнам. Частина оглядачів високо оцінили заходи, проведені у країні під час епідемії, порівнявши їх з подіями 2003 року, коли В'єтнам став першою країною світу, яка справилась зі спалахом тяжкого гострого респіраторного синдрому. Незважаючи на нижчий, чим у більшості перерахованих вище азійських країн, економічний та технологічний потенціал, реакція В'єтнаму на епідемію коронавірусу отримала визнання за її безпосередність, ефективність та прозорість, на відміну від передбачуваного приховування розмірів епідемії в Китаї та непідготовленості до епідемії у США, Росії та в європейських країнах. Проте з квітня 2021 року у В'єтнамі розпочалося різке зростання захворюваності: станом на листопад 2021 року було зареєстровано понад 1,2 мільйона заражень. Це призвело до того, що два з найбільших міст країни, Хошимін і Ханой, і близько третини населення країни опинилися під певною формою карантину до кінця липня. Дефіцит вакцини AstraZeneca в країні разом із деяким ступенем самовдоволення після успіхів під час попередніх спалахів, а також інфікування, завезені з іноземними робітниками, вважалися такими, що сприяли спалаху. Унаслідок цього встановлений урядом карантин для прибулих іноземців і тісних контактів з підтвердженими випадками було продовжено до 21 дня, а також посилено супутні заходи безпеки. Поява варіанту Омікрон призвела до стрімкого зростання заражень на початку 2022 року, хоча повідомлялося про значно менше смертей через високий рівень вакцинації в країні.
Незважаючи на те, що пандемія сильно підірвала економіку країни, темпи зростання ВВП В'єтнаму залишалися одними з найвищих в Азійсько-Тихоокеанському регіоні, на рівні 2,91 % у 2020 році. Через більш серйозний вплив спалаху у 2021 році ВВП В'єтнаму зріс зростав повільніше, на 2,58 %.
Вакцинація у країні розпочалася 8 березня 2021 року із загальною кількістю 200179247 введених доз вакцини до 12 березня 2022 року. Міністерство охорони здоров'я В'єтнаму схвалило вакцину Oxford–AstraZeneca, вакцину Спутник V, вакцину Sinopharm BIBP, вакцину Pfizer–BioNTech, вакцину Moderna, вакцину Johnson & Johnson і вакцину ABDALA. В'єтнам також пізніше схвалив вакцину «Коваксин» від «Bharat Biotech». Станом на 13 березня 2022 року до В'єтнаму надійшло загалом 221807484 дози вакцини.

## Передумови
Нові інфекційні захворювання, такі як COVID-19, становлять серйозну загрозу здоровю населення. Хоча коронавіруси людини (CoV) були відомі як основні збудники респіраторних захворювань, новий штам коронавірусу, відомий як SARS-CoV, спричинив спалах у 29 країнах з 2002 по 2004 роки. Цей спалах спричинив 8098 випадків хвороби і 774 смерті. Дослідження показали, що вірус міг походити від тваринного коронавірусу, який потрапив у людську популяцію. Це показало, що коронавіруси тварин можуть бути небезпечними для людей.
Хоча досі невідомо, де саме почалася COVID-19, багато перших випадків захворювання приписують відвідувачам Уханського гуртового ринку морепродуктів в провінції Хубей у КНР. Пізніше було виявлено, що перша особа з підтвердженими симптомами захворіла 1 грудня 2019 року, але ця особа, очевидно, не була пов'язана з пізнішим кластером оптового ринку; початковий випадок, імовірно, стався 17 листопада. Китай повідомив про спалах хвороби 31 грудня 2019 року, а Всесвітня організація охорони здоров'я (ВООЗ) опублікувала свій перший звіт про спалах 5 січня 2020 року. Через тиждень ВООЗ підтвердила, що новий коронавірус спричинив кластер респіраторних захворювань, про які повідомлялося раніше в Ухані. 20 січня ВООЗ і Китай підтвердили передачу вірусу від людини до людини. 30 січня ВООЗ оголосила спалах надзвичайною ситуацією в галузі охорони здоров'я, що викликає міжнародне занепокоєння (PHEIC), заявивши, що її розслідування в Ухані завершено, посилаючись на зростаючу кількість доказів того, що новий коронавірус поширився на 18 країн.
В'єтнам має історію боротьби з пандеміями; це була друга країна (після Китаю), яка подолала спалах SARS у 2002–04 роках, і після 63 випадків захворювання та 5 смертей була першою країною, яку ВООЗ оголосила вільною від SARS. Після того спалаху В'єтнам збільшив інвестиції в інфраструктуру громадської охорони здоров'я, створив національний оперативний центр громадської охорони здоров'я та національну систему спостереження за громадським здоров'ям, а також підтримував системи для збору публічних даних. З 2016 року лікарні зобов'язані протягом 24 годин повідомляти про захворювання, що підлягають реєстрації, до центральної бази даних, щоб міністерство охорони здоров'я могло відстежувати епідеміологічний розвиток по всій країні. У співпраці з Центрами з контролю та профілактики захворювань США (CDC) у 2018 році В'єтнам запровадив програму епіднагляду, яка дає змогу громадськості повідомляти про проблеми зі здоров'ям. Офіційні особи можуть ідентифікувати групи людей зі схожими симптомами, що може свідчити про спалах.
З населенням майже 100 мільйонів і мільйонами відвідувачів з Китаю, найбільшого торговельного партнера країни, щороку, В'єтнам спочатку вважався таким, що може сильно постраждати від пандемії. Коли 23 січня 2020 року в країні було зареєстровано перші два випадки захворювання, вона була однією з перших країн, які постраждали від COVID-19. Через 2 тижні за межами материкового Китаю було зареєстровано лише 150 випадків; проте десять були у В'єтнамі, що робило його однією з 10 найбільш постраждалих країн. На початок 2021 року В'єтнам був однією з країн із найнижчою кількістю випадків захворювання та смертністю на мільйон жителів.

## Хронологія

### Перша хвиля

#### Січень 2020
23 січня офіційні в'єтнамські особи повідомили, що в країні зареєстровано перші два випадки коронавірусної інфекції в країні: громадянина КНР з Уханя, який приїхав до В'єтнаму до сина (#1), та його сина (#2), який захворів після зустрічі з хворим батьком. Обидвох хворих госпіталізували та помістили до карантинної зони лікарні Чо Рай в Хошиміні. Міністерство охорони здоров'я країни оприлюднило два номери гарячої телефонної лінії для отримання інформації про коронавірусну хворобу, та порадило громадянам, що мають симптоми, характерні для коронавірусної хвороби, звернутися до найближчого лікувального закладу для обстеження. 24 січня виконувач обов'язків міністра охорони здоров'я країни Ву Дик Дам видав розпорядження про створення центру невідкладної допомоги хворим коронавірусною хворобою. В'єтнамські лікарі задокументували ці два випадки, та опублікували статтю про них у американському медичному журналі «The New England Journal of Medicine», як про перший доведений випадок передачі коронавірусної хвороби від однієї людини до іншої за межами Китаю. 29 січня син повністю виздоровів, і його виписали з лікарні. Батька виписали з лікарні 12 лютого.
29 січня міністерство охорони здоров'я створило 40 мобільних груп реагування на надзвичайні ситуації при погіршенні епідеміологічної ситуації, які мають працювати в режимі очікування для надання допомоги ураженим коронавірусною інфекцією місцевостям для карантинної обробки, дезинфекції та транспортування хворих або осіб із підозрою на коронавірусну інфекцію. За тиждень після виявлення перших двох випадків підтверджено виявлення 3 нових випадків, включно з в'єтнамцями, які повернулись з Уханя. Третій інфікований у країні, 25-річний чоловік, знаходився на карантині і лікувався в провінції Тханьхоа, інші два випадки (29-річний чоловік і 23-річна жінка) госпіталізовані в лікарню в Ханої. П'ятий хворий виписаний з лікарні 3 лютого повністю здоровим та з негативним тестом на коронавірус.

#### Лютий

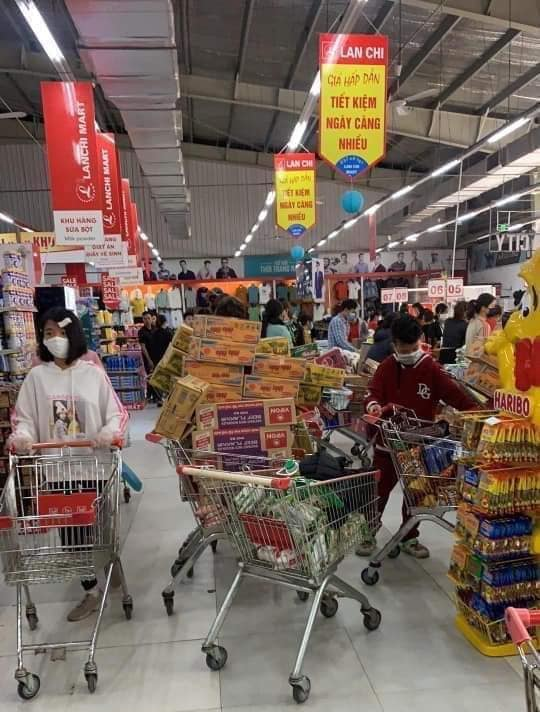
Панічні покупки у В'єтнамі в супермаркеті під час епідемії коронавірусної інфекції

1 лютого підтверджено позитивний тест на коронавірус у жінки в провінції Кханьхоа. Вона працювала на ресепшені в готелі, та контактувала з першими двома хворими у В'єтнамі (батьком і сином). Ця хвора виписана з лікарні 4 лютого. Цей випадок став першим випадком внутрішнього інфікування в країні, що спонукала Прем'єр-міністра В'єтнаму видати спеціальні протиепідемічні розпорядження, що включали посилення прикордонного контролю, призупинення авіасполучення та обмеження у видачі в'їзних віз.
2 лютого виявлено інфікування в американця в'єтнамського походження, який заразився коронавірусом після прильоту з США під час двогодинного перебування в аеропорту Уханя.
3—4 лютого офіційні особи повідомили про виявлення в країні восьмого та дев'ятого випадку коронавірусної хвороби. Вони їхали тим же потягом, що й кілька інших раніше виявлених хворих (випадки з 3 до 5-го).
Дещо пізніше 4 лютого виявлено десятий випадок захворювання в країні. 42-річна жінка спілкувалась із п'ятим хворим під час святкування в'єтнамського місячного нового року. 6 лютого підтверджено інфікування матері (49-річна жінка, #11) та молодшої сестри (16-річна дівчина, #12) п'ятого хворого.
7 лютого підтверджено тринадцятий випадок коронавірусної хвороби в країні. Ним виявився 29-річний робітник, який їхав тим же потягом, що й низка раніше виявлених хворих (випадки #3,4,5,8,9).
Того ж дня, 7 лютого, в'єтнамські науковці повідомили, що їм вдалось ізолювати та культивувати вірус COVID-19 у лабораторії. В'єтнам став п'ятою країною у світі, якій вдалось культивувати та ізолювати вірус, після Сінгапуру, Австралії, Японії та Китаю.
9 лютого підтверджено інфікування у 55-річної жінки, сусідки 5-го зареєстрованого хворого, яка стала 14 зареєстрованою хворою у країні. Наступного дня повідомлено, що в трьох раніше зареєстрованих хворих — № 4, 5 і 9 — відновились симптоми коронавірусної хвороби.
11 лютого у країні підтверджено 15-й випадок коронавірусної хвороби. Нею виявилась 3-місячна внучка 10-ї хворої. Цей випадок став десятим у провінції Віньфук, що спонукало владні структури провінції для запобігання поширення коронавірусної хвороби ввести суворий карантин найбільш ураженого хворобою селища Сонлой з населенням понад 10600 жителів, створити для його жителів мобільні продуктові магазини, та роздаючи безкоштовні захисні маски всім жителям села. 10600 жителів селища поділені на групи по 50—60 осіб, до якої були приставлені спеціальні наглядачі, які мали щоденно відвідувати закріплених жителів для перевірки їх стану здоров'я. Карантин у селищі Сонлой тривав 14 днів.
13 лютого у батька п'ятого хворого підтверджено інфікування коронавірусом, і він став 16-тим хворим у країні. 25 лютого 16-го хворого виписали з лікарні після від'ємного тесту на коронавірус, і таким чином В'єтнам на деякий час став вільною від коронавірусу країною. Проте в країні продовжено дію карантинних заходів аж до подальших розпоряджень.
3 березня, за 20 днів після виявлення останнього випадку коронавірусної хвороби, у селищі Сонлой знято карантин.

#### Березень

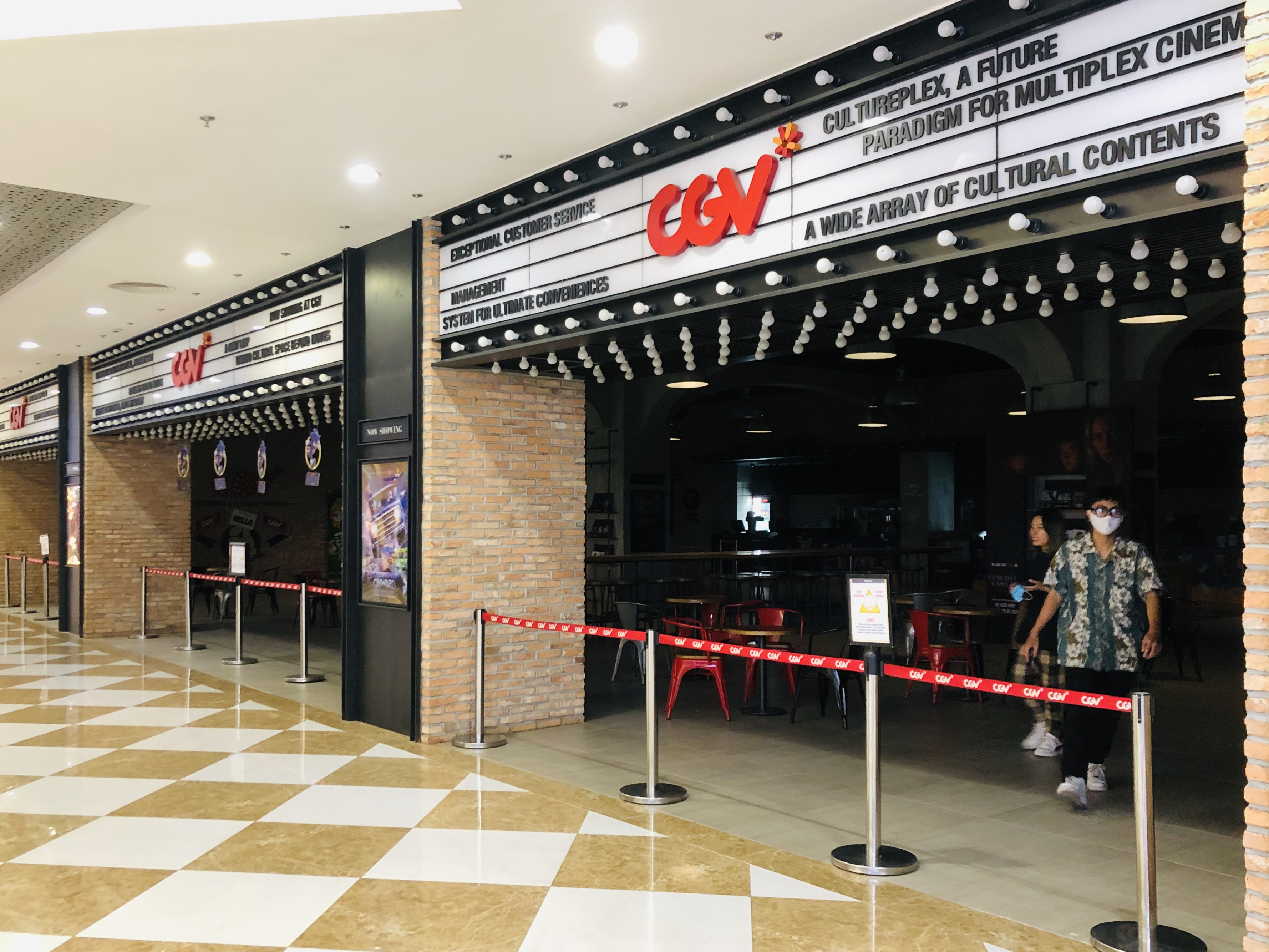
Закритий кінотеатр у Ханої в березні 2020

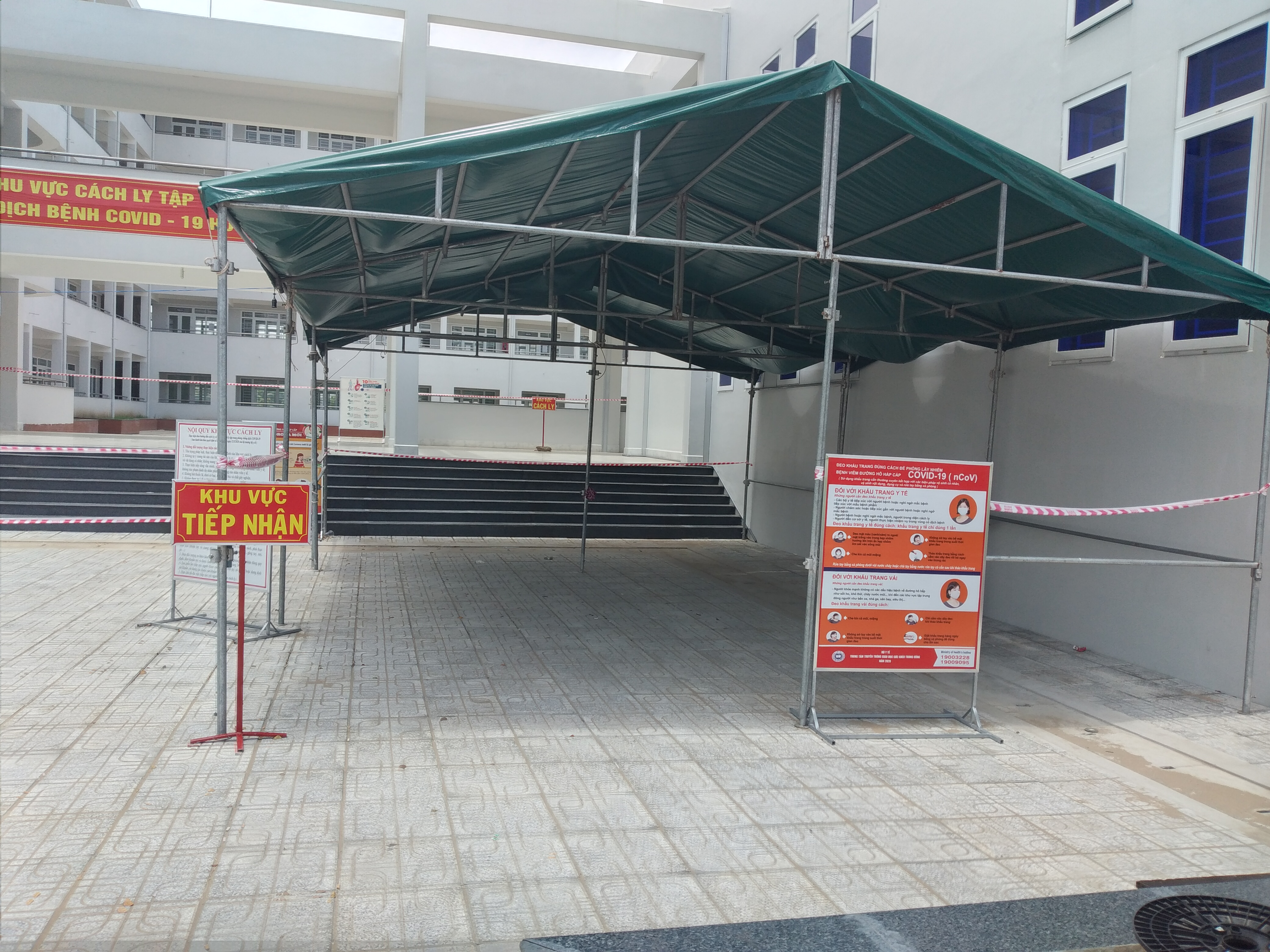
Карантинна зона у В'єтнамі під час епідемії COVID-19

Уночі 6 березня терміново повідомлено про виявлення хворого коронавірусною хворобою в Ханої, який став першим хворим у столиці В'єтнаму. 17-тою хворою виявилась 26-річна жінка, яка подорожувала по Європі на початок епідемії коронавірусної хвороби. У жінки були наявні низка симптомів коронавірусної хвороби, проте вона відмовилась повідомляти представникам влади про свій маршрут подорожей та про свій стан здоров'я. Протягом ночі урядові структури провели відстеження та ізоляцію близько 200 осіб, які мали тісний контакт із хворою, жили з нею на одній вулиці, або летіли з нею на одному літаку з Лондона. Цей випадок спричинив хвилю панічних покупок по цілому місту.
7 березня у 27-річного чоловіка у провінції Ніньбінь встановлено діагноз коронавірусної хвороби, який став 18 випадком COVID-19 у країні, після чого він знаходився у карантині та лікувався за місцем проживання. Цей хворий перебував у південнокорейському місті Тегу кілька днів у лютому, і до того, як у нього виявлено інфікування коронавірусом, він уже знаходився на карантині — разом із усіма пасажирами, які прибули з ним одним рейсом з Південної Кореї, відразу після повернення до В'єтнаму. Уже за дві години міністерство охорони здоров'я В'єтнаму підтвердило ще два випадки (№ 19-20) у Ханої, обидва пов'язані з 17-тим випадком. Того ж дня у Ханої підняли рівень відстеження контактів до F5 та підвищили карантинні процедури на один рівень, что означає, що F1 повинен знаходитись на карантині у лікарнях, і поводитися з ним мають так само як з підтвердженим хворим, F2-F3 знаходяться у загальному карантині, а F4-F5 знаходяться на домашній ізоляції, із вимірюванням температури.
8 березня виявлено ще один випадок коронавірусної хвороби в Ханої, яким став 61-річний чоловік. Пізніше цього ж дня виявлено ще 9 випадків коронавірусної хвороби: 4 в провінції Куангнінь, 2 в провінції Лаокай, 2 в місті Дананг, та 1 випадок у провінції Тхиатхьєн-Хюе. Усі ці хворі були іноземними громадянами, які прилетіли до В'єтнаму на тому ж літаку, що й хвора № 17.
Увечері 9 березня підтверджено коронавірусну хворобу в 49-річного британця (випадок № 31), який прилетів до В'єтнаму тим же рейсом, що й хвора № 17, його помістили в карантин у провінції Куангнам.
10 березня підтверджено позитивний результат тесту на коронавірус у 24-річної в'єтнамки, яка недавно повернулась із Англії, та знаходилась у тісному контакті з хворою № 17 у Лондоні (випадок № 32). Вона прилетіла у В'єтнам на приватному літаку з карантинною кабіною — після того, як стало відомо, що хвора № 17 захворіла коронавірусом, для того, щоб отримати медичну допомогу в рідній країні. Пізніше того виявлено інфікування ще в одного громадянина Великої Британії (випадок № 33), який прилетів до країни одним рейсом із хворою № 17. У кінці цього ж дня виявлено 34 випадок захворювання у 51-річної жінки-підприємця, яка перед тим відвідувала США, а також здійснила короткочасні поїздки до Кореї та Катару.
11 березня у В'єтнамі підтверджено 35-й випадок COVID-19 у 29-річної жінки, яка працювала в супермаркеті електроніки в Данангу, та мала тісний контакт з двома інфікованими коронавірусом британськими туристами. Того ж дня виявлено ще 3 випадки коронавірусної хвороби (№ 36-38), які були в контакті з хворою № 34.
12 березня міністерство охорони здоров'я країни повідомило про виявлення 39-го випадку коронавірусної хвороби в країні. хворим виявився 29-річний екскурсовод з Ханоя, який контактував із хворим № 24 під час поїздки до провінції Ніньбінь. Увечері того ж дня повідомлено про виявлення ще 5 випадків коронавірусної хвороби (№ 40—44), всі вони контактували з хворою № 34.
13 березня підтверджено 3 нових випадки коронавірусної хвороби (№ 45—47), пов'язані з хворими № 34 та № 17, та рейсом VN0054 з Лондона.
14 березня виявлено кілька нових випадків коронавірусної хвороби (№ 48—53). Крім випадків, пов'язаних із рейсом VN0054 та хворою № 34, виявлено також 3 непов'язані з іншими випадки: в'єтнамець, який повернувся з Парижа, студент із В'єтнаму, який навчався за кордоном та подорожував по Європі, та громадянин Чехії.
16 березня у В'єтнамі зареєстровано 61-го хворого коронавірусною хворобою. Цей хворий, мусульманин за віросповідуванням та тям за національністю, член релігійного руху Джамаат Табліг, брав участь у богослужінні в Шрі Петалінг у Малайзії, де він інфікувався коронавірусом, після чого брав участь у богослужінні в мечеті Джамуїл Муслімін у Хошиміні, перед поверненням додому в провінцію Ніньтхуан. Оскільки він контактував із великою кількістю людей, у хворого виникли побоювання, що він міг стати причиною інфікування великої кількості людей. Урешті влада країни вирішила ввести карантин у провінції та ізолювати її, а також закрити мечеті, які відвідував хворий. Наступного дня виявлено ще один випадок коронавірусної хвороби, пов'язаний з цим хворим мусульманського віросповідування. 22 березня виявлено ще один випадок інфікування в'єтнамського громадянина мусульманського віросповідання, який також повернувся з Малайзії, де також відвідував ту саму мечеть Шрі Петалінг, а після повернення до В'єтнаму відвідував п'ять раз на день богослужіння у мечеті Джаміул Ануар в своєму рідному місті, незважаючи на те, що він після повернення на батьківщину мав знаходитись на самоізоляції вдома.
22 березня у В'єтнамі виявлено 14 нових хворих коронавірусною хворобою, уперше перевищивши поріг у 100 зареєстрованих хворих. Більшість із них повернулися з-за кордону на батьківщину з різних країн, включно з Великою Британією, Малайзією та Францією, які в той час були сильно уражені пандемією коронавірусної хвороби.
26 березня виявлено 12 нових випадків коронавірусної хвороби в країні.

#### Квітень

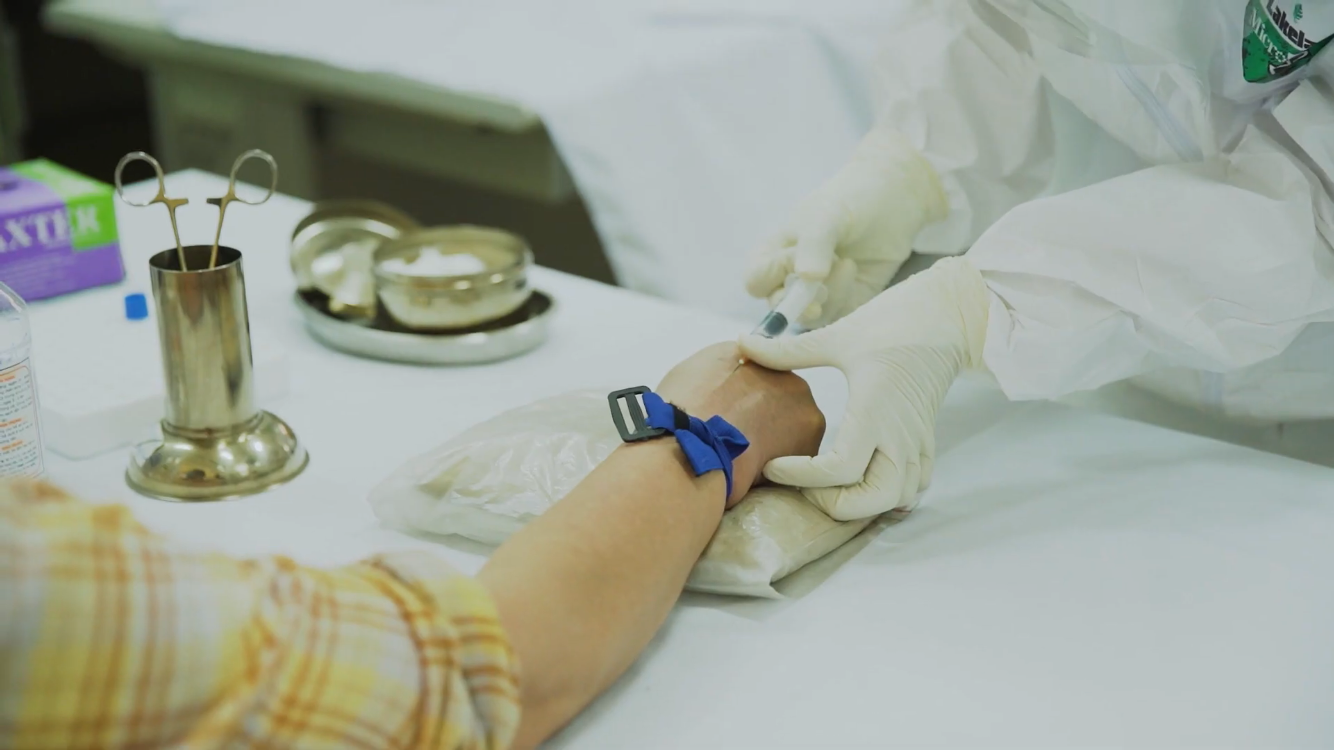
Проведення швидких тестів на коронавірус у супермаркеті Хоангмай у Ханої.

З 17 до 23 квітня у В'єтнамі не було підтверджено нових випадків коронавірусної хвороби. Проте у цей час з'являлись повідомлення, що у хворих, яких уже визнавали здоровими, знову були позитивні аналізи на коронавірус. 22 квітня Народний комітет округу Донгван ухвалив рішення про закриття міста Донгван на 6 днів після виявлення перших випадків коронавірусної хвороби у провінції Хазянг.
24 квітня підтверджено ще два випадки коронавірусної хвороби. обидва з них були в'єтнамськими студентами, які навчались у Японії, та знаходились у карантині після прибуття до країни.

#### Травень
4 травня у провінції Ханам помер хворий, якого перед цим виписали з лікарні після проведеного лікування з приводу коронавірусної хвороби. Пізніше встановлено, що хворий помер від печінкової недостатності, а не від коронавірусної хвороби. Раніше хворий 20 березня звертався до місцевої лікарні для отримання медичної допомоги від важкої форми хвороби печінки, та лікувався до 7 квітня, коли у нього виявлено позитивний тест на COVID-19. Після цього він лікувався від коронавірусної хвороби, та виписаний з лікарні 17 квітня після 4 негативних обстежень на коронавірус.
15 травня у В'єтнамі виявлено 24 нові випадки коронавірусної хвороби, усі вони були пасажирами репатріаційного рейсу з Росії, та знаходились у карантині у провінціях Тхайбінь і Куангнінь, після чого кількість зареєстрованих хворих у країні збільшилось до 312 випадків.
29 травня, після тривалого періоду відсутності внутрішньої передачі коронавірусної інфекції в країні, авіакомпанія «Vietnam Airlines» повідомила, що відновлює внутрішнє авіасполучення після місячної перерви, проте міжнародні авіарейси й далі залишаються закритими.

#### Червень
Станом на 5 червня у В'єтнамі відсутні випадки внутрішньої передачі коронавірусу протягом 50 днів.
25 червня з Міжнародного аеропорту Наріта здійснено авіарейс з Японії до В'єтнаму, це був перший рейс після тривалої перерви, оскільки обидві країни домовились пом'якшити обмеження на транспортне сполучення, були введені у зв'язку з пандемією COVID-19. На найближчі місяці інші країни планують збільшити кількість авіарейсів до В'єтнаму.

### Друга хвиля

#### Липень
6 липня група лікарів, які здійснювали нагляд за станом здоров'я «пацієнта № 91», британського пілота, який вважався одним із найважчих пацієнтів з COVID-19 у країні, оголосила, що стан здоров'я хворого значно покращився, та він може здійснити тривалу поїздку. За кілька днів хворого виписали з лікарні Чо Рай у Хошиміні.
Станом на початок липня у В'єтнамі протягом трьох місяців не реєструвалось випадків внутрішньої передачі коронавірусної хвороби, фіксувалися лише випадки завезення хвороби з-за кордону особами, які після приїзду до країни відразу розміщувалися у спеціальних карантинних пунктах.
22 липня 57-річний чоловік звернувся в лікарню в Дананзі зі скаргами на кашель та швидку втомлюваність. Після того, як у нього діагностовано пневмонію, хворого обстежили на COVID-19, та отримали позитивний результат. Його біоматеріал направли до Інституту Пастера в Нячанзі та до національного інституту гігієни та епідеміології в Ханої для проведення додаткових аналізів, які також виявились позитивними. Уночі 23 липня працівники центру контролю та профілактики захворювань Дананга взяли аналізи на коронавірус у більш ніж 100 осіб, які вважались контактними з цим хворим, результат обстеження у всіх виявився негативним. Більш ніж 50 осіб, які контактували з цим хворим безпосередньо в лікарні, відправлені в карантин, а наступного дня лікарню закрили. 24 липня у хворого розпочала прогресувати дихальна недостатність, він потребував проведення екстракорпоральної мембранної оксигенації. Представник міністерства охорони здоров'я країни повідомив, що найімовірнішою причиною важкого стану хворого є коронавірусна хвороба, пізніше повідомлено, що хворого лікують у відділенні тропічної медицини міської лікарні Дананга. Того ж дня виконувач обов'язків міністра охорони здоров'я В'єтнаму наказав міській владі Дананга призупинити всі міжнародні рейси в місцевому аеропорту. Одночасно міністерстро розпочало розробляти заходи з боротьби з новим спалахом хвороби. На допомогу до данангської лікарні направлено бригаду фахівців з лікарні Чо Рай у Хошиміні. Заступник голови уряду та голова національного комітету з боротьби з COVID-19 Ву Дик Дам, закликав усіх тих, хто займається боротьбою з коронавірусною інфекцією, залишатись пильними та готовими боротися з новим спалахом епідемії. 25 липня міністерство охорони здоров'я В'єтнаму підтвердило позитивний випадок із місцевою передачею вірусу в Дананзі, уперше за 99 днів без місцевої передачі вірусу.
Після підтвердження випадку внутрішньої передачі віруса голова Ради міністрів В'єтнаму Нгуен Суан Фук наказав міністерству громадської безпеки країни провести розслідування щодо діяльності злочинного угрупування, яке займалось організацією незаконного в'їзду іноземців до В'єтнаму, яке діяло в Дананзі та Куангнамі. Поліція арештувала 3 осіб, у тому числі двох в'єтнамців та одного китайця за організацію незаконного в'їзду до В'єтнаму, після того, як виявилось, що десятки громадян Китаю незаконно перетинали в'єтнамський кордон. Згідно із заяв представників влади, повідомлення про масовий незаконний в'їзд іноземці, зокрема китайців, до країни, свідчить про погане управління іміграційною політикою.
26 липня в Дананзі виявлено ще три випадки коронавірусної хвороби, зокрема хворий за номером 418 — 61-річний чоловік з міського району Хай Чау, стан якого лікарі розцінили як критичний, і його довелось приєднати до апарату штучної вентиляції легень. Представники владних структур перевіряли, чи не зв'язаний цей випадок із попереднім хворим з Дананга. Ще двоє хворих — 17-річний підліток і 71-річна жінка — інфікувалися в міській лікарні Дананга.
27 липня міська влада Дананга повідомила про виявлення в місті ще 11 випадків хвороби, 7 з яких перебувають на лікуванні у міській лікарні, а ще 4 особи — працівники міської лікарні Дананга.
28 липня в'єтнамські офіційні особи повідомили про виявлення 4 випадків коронавірусної хвороби в Дананзі та 3 випадків у провінції Куангнам.
29 липня у В'єтнамі виявлено 12 випадків хвороби у чотирьох містах і провінціях країни, в тому числі 8 у Дананзі, 2 у Хошиміні, 1 у Ханої та 1 у Даклаку.
30 липня в країні виявлено 8 нових випадків коронавірусної хвороби в Дананзі, 5 у провінції Куангнам та 1 випадок у Ханої.
31 липня у В'єтнамі виявлено 82 нові випадки, що стало найбільшою кількістю нових випадків за день, з них 45 випадків у Дананзі, 20 випадків у Ханої, 8 випадків у провінції Куангнам, 6 випадків у провінції Баріа-Вунгтау та 3 випадки в Хошиміні. Того ж дня в зареєстровано перші дві смерті від коронавірусної хвороби у В'єтнамі: хворі за номерами 428 і 437, віком 70 і 61 років, які захворіли та померли в Дананзі.

#### Серпень
Після початку другої хвилі хвороби у В'єтнамі зареєстровано 492 нових випадки коронавірусної хвороби, в тому числі 427 випадків у 14 містах і провінціях неподалік Дананга. Більш ніж 200 медичних працівників зі всієї країни прибули до центральних приморських провінцій В'єтнамудля допомоги в боротьбі з поширенням хвороби, кубинський уряд також направив групу експертів у галузі охорони здоров'я до епіцентру нового спалагу хвороби — Дананга.
6 серпня у В'єтнамі зареєстровано вже десяту смерть від коронавірусної хвороби, та першу, коли діагноз COVID-19 хворому виставлено вже після смерті. Влада країни розпочала масове обстеження всіх осіб, які перебували в Дананзі в липні.
7 серпня коронавірусну хворобу виявили в офіцера 377-ї дивізії протиповітряної оборони країни, унаслідок чого місцева влада розпорядилась помістити в карантин 14 осіб, які були в тісному контакті з хворим. Цей випадок став першим випадком захворювання коронавірусною хворобою військовослужбовця у В'єтнамі.
14 серпня уряд В'єтнаму ухвалив рішення про закриття на карантин міста Хайзионг на 15 днів, після того, як у 4 його жителів підтверджено позитивний тест на коронавірус, причому жоден з них протягом останнього часу не відвідував Дананг. Того ж дня міністерство охорони здоров'я країни повідомило, що в місті Хошимін виявлено один новий випадок COVID-19, хворий за номером 912, китаєць, який незаконно перетнув в'єтнамсько-китайський кордон. За повідомленнями центру контролю за інфекційними хворобами міста Хошимін, зі 152 випадків незаконного перебування в місті Хошимін з травня, китайці становлять 72 %, камбоджійці 11 %, решту складають в'єтнамці та корейці. Ці дані спричинюють занепокоєння щодо причетності до нового спалаху хвороби осіб, які незаконно в'їхали до міста.
30 серпня у В'єтнамі зафіксовано перший день після початку другої хвилі епідемії без нових випадків коронавірусної хвороби.

#### Вересень
З 1 вересня влада В'єтнаму розпочала стягувати плату за перебування в карантині з осіб, які прибувають з інших країн, проте одночасно скасовано обов'язковий 14-денний карантин для запрошених іноземних експертів, інвесторів, менеджерів та дипломатів, які перебувають у країні менше двох тижнів. Після закінчення цього терміну при від'ємному результаті тесту на коронавірус дані особи можуть залишитись у країні на тривалий термін. Адміністрація цивільної авіації В'єтнаму підготувала детальні плани відновлення комерційних рейсів на шести азійських напрямках, зокрема до Сеула, Гуанчжоу, Токіо та Тайбея. Заплановано, що з 15 вересня у В'єтнам будуть прибувати близько 5000 пасажирів з-за кордону на тиждень. Пасажири повинні надати негативний сертифікат COVID-19, виданий країною, з якої вони прибули, не більш ніж трьох днів до посадки на рейс.
Після того, як центральний уряд вирішив, що новий спалах COVID-19 взято під контроль, 7 вересня у Дананзі вирішили послабити обмеження щодо соціального дистанціювання. Усі види пасажирського транспорту, підприємства та організації міста можуть відновити діяльність у звичайному режимі. Того ж дня знову відкрились 180 барів та дискотек у Хошиміні, після того, як їх закрили місяць тому після початку нового спалаху хвороби для запобігання подальшого поширення коронавірусної хвороби.

#### Жовтень—листопад
Станом на 28 жовтня у В'єтнамі не зареєстровано нових випадків внутрішньої передачі коронавірусу. Проте влада Японії виявила два випадки хвороби, які нещодавно виїхали з В'єтнаму. Першим з них був 33-річний японський бізнесмен, який працював у Хайфоні з червня. Коли він прибув до міжнародного аеропорту Кансай, йому провели тестування на коронавірус методом ПЛР, і 5 жовтня отримали позитивний результат. Після повідомлення про цей випадок управління охорони здоров'я Хайфону ізолювало 152 особи, які знаходились у тісному контакті з цим хворим, та поставило на карантин готель, у якому він зупинявся. Через два дні всі 152 результати тестів виявилися негативними. Другим випадком був 48-річний південнокорейський експерт, який проживав у Хошиміні, в якого виявили позитивний тест на COVID-19 після виїзду його до Японії 25 жовтня. Працівники служби охорони здоров'я Хошиміна відправили в карантин 343 особи, які близько контактували з хворим, та провели всім тестування; всі тести серед них були негативними.
Станом на 12 листопада з початку епідемії під карантин у В'єтнамі потрапило 9,4 мільйона осіб. За даними ВООЗ, В'єтнам продовжує застосовувати активні заходи для досягнення як економічного розвитку, так і боротьби з епідемією.
29 листопада міністерство охорони здоров'я зафіксувало новий підтверджений випадок коронавірусної хвороби, відомого під назвою «хворий № 1342», який зареєстровано у 28-річної стюардеси авіакомпанії «Vietnam Airlines», яка повернувся до В'єтнаму з Японії 14 листопада. Після прибуття в країну члени екіпажу літака відправлені на карантин до карантинного центру авіакомпанії в Хошиміні. Після двох негативних тестів стюардесі дозволили піти на домашній карантин у своїй орендованій квартиру в міському районі Тан-Бін. Під час домашнього карантину стюардеса безпосередньо контактувала з трьома особами, включаючи матір та двох друзів (одного чоловіка та одну жінку). 28 листопада проба була взята у бортпровідника втретє, і цього разу показала позитивні результати щодо SARS-CoV-2. Епідеміологічне розслідування показало, що раніше, протягом 14—18 листопада, перебуваючи в централізованому карантинному закладі, хворий № 1342 контактував з колегою, відомим як хворий № 1325, який повернувся до країни іншим рейсом з Румунії.
30 листопада Центр контролю за хворобами міста Хошимін повідомив, що в місті виявлено ще один випадок коронавірусної хвороби, 63-річної жінки з району Хок Мон, проте не надав підтвердження цього випадку. Після розслідування було виявлено 5 осіб, які мали тісний контакт з хворою; ніхто з них не мав захисних масок для обличчя. Працівники охорони здоров'я провели дезинфекцію в місці проживання хворої, а також у місцях, які вона також відвідувала. Того ж дня в Хошиміні підтвердджено ще один випадок хвороби, який зареєстровано у вчителя англійської мови (друга хворого № 1342), який проживав у міському окрузі № 6. У другій половині дня 30 листопада після отримання інформації міністр охорони здоров'я країни скликав екстрену нараду за участю департаменту охорони здоров'я Хошиміна для забезпечення всіх необхідних заходів для стримання поширення інфекції на території всього міста. На цьому засіданні повідомлено, що нещодавно виявлений випадок хвороби безпосередньо пов'язаний з хворим № 1342, підтвердженим 29 листопада. Це була перший новий випадок після того, як у місті чотири місяці не реєструвались випадки місцевої передачі вірусу.

#### Грудень
1 грудня у Хошиміні повідомлено ще про два випадки коронавірусної хвороби. Одним з них був однорічний хлопчик у окрузі № 6. Батьки кілька днів тому відправили його додому, де проживав хворий № 1347. 30 листопада, після позитивного результату хворого № 1347, Центр контролю за хворобами міста Хошимін направив хлопчика та його матір на карантин у міську дитячу лікарню. Батько та інші члени родини знаходились на домашньому карантині. Другою хворою стала 28-річна учениця хворого № 1347 в центрі вивчення англійської мови. 9 осіб, які тісно контактували з цією хворою, відправлені на карантин. Закрито 8 початкових та середніх шкіл першого та другого рівня, 12 університетів закриті з 2 грудня на невизначений термін, унаслідок чого приблизно 8200 учням, 160 тисячам студентам та 6 тисячам викладачів обмежено вхід до шкіл та університетів, усі шкільні іспити, збори, конференції та зовнішні заходи скасовано або перенесено, три житлові райони із 148 домашніми господарствами та 485 мешканцями відправлені на тимчасовий строгий карантин. У Ханої владні структури також вимагали заборони більшості громадських заходів. Після відстеження контактів останніх чотирьох хворих у місті взято під нагляд 861 особу, які мали тісний контакт з хворими (контакти І рівня), 1400 людей, які контактували з контактами І рівня, а також 1002 інших осіб. Усі ці особи обстежені на коронавірус, та за повідомленням хошимінського центру контролю за хворобами від 7 грудня, результат тестування в усіх цих осіб був негативним.
1 грудня в Ханої на екстреному засіданні, скликаному у зв'язку з новим спалахом COVID-19, голова уряду В'єтнаму заявив, що будуть скасовані всі міжнародні комерційні авіарейси, і всі, хто в'їжджає до країну, повинні вирушити на карантин у військових казармах або спеціальних карантинних зонах. Карантин у карантинних зонах установ та підприємств країни був скасований після того, як одна особа, яка знаходилась на карантині в карантинній зоні «Vietnam Airlines», інфікувала інших осіб всередині країни. З січня 2021 року іноземцям заборонено в'їзд до В'єтнаму для забезпечення безпеки найбільшої політичної події країни — 13-го з'їзду Комуністичної партії В'єтнаму.
Станом на 3 грудня у В'єтнамі з початку епідемії під карантин потрапило 9,7 мільйона людей. За даними ВООЗ, країна продовжує запроваджувати активні заходи для розвитку як економічного зростання, так і боротьби з епідемією коронавірусної хвороби. 9 грудня, дотримуючись вказівок Народного комітету Хошиміна, хошимінський центр контролю за хворобами провів випадкові тести на COVID-19 на автовокзалі Мієн Донг, щоб переконатись у відсутності пропущених випадків хвороби серед населення міста. За кількістю пасажирів, що перевозяться щороку, і за кількістю автобусних рейсів цей автовокзал є найбільшим у Хошиміні.

### Третя хвиля

#### Січень 2021
3 січня у В'єтнамі зафіксовано перший випадок інфікування штамом коронавірусу нового типу, раніше виявленим у Великій Британії. Мутований штам був виявлений у 45-річної в'єтнамки, яка 22 грудня повернулася з Великої Британії та була поміщена на карантин. Зазначається, що жінці стало зле через кілька днів після прибуття до В'єтнаму, 24 грудня у неї виявили коронавірус.У сі 305 пасажирів цього рейсу були поміщені на карантин після прибуття в Тра Вінь (147 осіб), Вінь Лонг (137 осіб), Кантхо (17 осіб) і Хошимін (4 особи). Хвора направлена на лікуванні в лікарню для лікування туберкульозу та легеневих захворювань «Тра Вінь» з гарячкою та болем у горлі. Повне секвенування генома виявило варіант VOC 202012/01, про який повідомлялося з Великої Британії, також було виявлено, що цей штам також мав мутацію D614G, яка, як вважають, швидко поширилася в Данангу 4–5 місяців тому. 5 січня голова уряду В'єтнаму наказав призупинити польоти з країн і територій, заражених новим варіантом, першими з яких є ПАР та Велика Британія.
Того ж дня 22-річний чоловік, відомий як «хворий 1498», покинув карантин до отримання позитивного результату дослідження. Епідеміологічне розслідування показало, що протягом 14-денного періоду карантину він один раз дав негативний тест на коронавірус. 4 січня після завершення ізоляції у нього відібрали проби на повторне дослідження і, не дочекавшись результатів, цю особу відпустили з закладу. П'ять членів сім'ї підібрали його на машині та повернули в Халонг, потім помістили на карантин і взяли в нього зразки біоматеріалу. Готель, де він і його сім'я зупинилися, тимчасово зачинили, а влада розпорядилась продезінфікувати ресторан і автомобіль, в якому вони їхали. Хворого 1498 помістили на карантин у 59-му піхотному полку в районі Чуонг Мі з 21 грудня 2020 року разом з 88 іншими особами. Цю групу людей двічі перевіряв Ханойський центр контролю за інфекційними хворобами. Перший раз уся група дала негативний тест на COVID-19. Другий раз 3 січня повернули 84 негативні проби, 5 проб не дали результату. 4 січня Ханойський центр контролю повернув результати тестів решти 5 осіб, у тому числі хворого 1498. Однак заступник директора районного медичного центру Чуонг Мі переплутав кількість людей із негативними результатами тестів. Тож він підписав закінчення терміну карантину з двома негативними тестами для всіх 89 осіб, замість 84 осіб. Це основна причина, чому хворому 1498 було дозволено завершити карантин до отримання результатів другого тесту.
У січні 2021 року уряд В'єтнаму оголосив про посилення карантинних правил, щоб «захистити країну» під час місячного Нового року 2021 року. Усі, хто прибував до країни, повинні пройти ізоляцію принаймні на 14 днів у державних карантинних закладах, лише іноземні дипломати, визначені міністерством закордонних справ, будуть звільнені від карантину. Міністерство оборони наказало військовим збільшити кількість військ уздовж кордонів, щоб запобігти спробам нелегалів потрапити в країну стежками, щоб уникнути карантину, оскільки велика кількість в'єтнамців, які працюють у сусідніх країнах, намагалися повернутися додому в Тет різними способами.
28 січня міністерство охорони здоров'я В'єтнаму підтвердило два випадки зараження COVID-19 у провінціях Хайзионг і Куангнінь. Першою з хворих була 34-річна жінка, яка працювала у «Vietnam Poyun Electronics» у Хайзионгу, вона тісно контактувала з іншою працівницею, у якої був підтверджений позитивний результат після прибуття до Японії 17 січня. Другим хворим був 31-річний співробітник міжнародного аеропорту Ван Дон у Куангніні, цей аеропорт обслуговував багато репатріаційних рейсів під час пандемії. Обох хворих скерували до у Національної лікарні тропічних хвороб у Ханої. Того ж дня японська влада оголосила результати ПЛР-тесту 32-річної жінки, яка, згідно з повідомленням, прибула з В'єтнаму 17 січня, вона була інфікована новим варіантом коронавірусу, виявленим у Великобританії. В'єтнамська влада досі не може пояснити, чому у неї виявлено цей варіант, оскільки вона ніколи не контактувала з особами, інфікованими COVID-19. Опівдні 28 січня в країні було зареєстровано 84 нових випадки в Хайзионгу та Куангніні, що є найбільшою кількістю нових випадків за день. Усі ці випадки пов'язані з хворими 1552 і 1553, які тісно контактували з робітником-мігрантом у Хайзионгу, в якого японські лікарі виявили британський варіант коронавірусу. У відповідь на це з 06:00 28 січня весь громадський транспорт, включно з авіарейсами, не міг прибувати на територію провінції Куангінь або виїздити з неї; тоді як у провінції Хайзионг через 6 годин розпочато запровадження соціального дистанціювання на всій її території.
Міністерство охорони здоров'я В'єтнаму 29 січня зобов'язало всі медичні заклади країни терміново провести тестування всіх медичних працівників на тлі відновлення поширення COVID-19. Лікарні також зобов'язані брати зразки біоматеріалу у всіх хворих у відділеннях невідкладної допомоги, екстреної реанімації, інтенсивної терапії та випадкові зразки щонайменше у 30 % хворих у решті відділень для раннього виявлення потенційних випадків COVID-19.
На засіданні 31 січня Народний комітет Ханоя оголосив про рішення закрити всі бари, караоке-зали та дискотеки, жителі повинні уникати не життєво необхідних зібрань з 1 лютого. У місті також протестували осіб, які прибули з міста Чилінь провінції Хайзионг з 1 січня та з міжнародного аеропорту Ван Дон з 5 січня.

#### Лютий 2021 року
15 лютого Центр контролю захворювань Ханоя повідомив про один випадок смерті 53-річного японського експерта, його тіло було знайдено в номері готелю «Somerset West Point». Причина смерті японця була ще не встановлена.
Спочатку уряд запровадив карантин лише в районах, безпосередньо пов'язаних із зараженими особами, щоб обмежити економічний вплив. Але через півмісяця спалах все ще не показував жодних ознак припинення, тому 15 лютого всю провінцію Хайзионг було закрито на 15 днів, а в містах Ханой і Хошимін припинили всі розважальні заходи.

#### Березень 2021 року
Станом на 25 березня 2021 року у В'єтнамі було 25 кластерів COVID-19, пов'язаних із спалахами, 5 найбільш помітними були кластер міжнародного аеропорту Ван Дон, кластер міста Донгтрієу, кластер компаній POYUN, кластер міста Хайзионг, кластер міжнародного аеропорту Тан Сон Нхат.
З початку третьої хвилі у В'єтнамі було зареєстровано 910 випадків хвороби у громадах 13 міст і провінцій. За даними ВООЗ, загалом з початку пандемії на карантин відправили понад 14 мільйонів осіб. Напередодні Нового року за місячним календарем 12 лютого всі провінції та міста припинили запуск феєрверків і новорічні фестивалі, щоб обмежити натовп людей (за винятком Ханоя, як і раніше було одне місце для феєрверків у парку, замість 30, як планувалося раніше).
2 березня в Ханої та Хошиміні було дозволено знову відкрити більшість не життєво важливих закладів, за винятком барів, танцювальних клубів, караоке-залів, тренажерних залів і більярдних столів. Оскільки спалахи COVID-19 поступово взято під контроль, провінція Хайзионг зняла обмеження в кількох регіонах 3 березня після 15 днів суворих карантину в усій провінції. Очікувалося, що в 4 населених пунктах, зокрема в містах Хідун, Кіньмон і Чам Гіанг, а також районі Кімтхань все ще повинні дотримуватися правил соціального дистанціювання до 17 березня.
Консульський департамент міністерства закордонних справ підтвердив, що з 5 по 14 березня буде заплановано 13 репатріаційних рейсів, щоб повернути понад 3800 в'єтнамців, які застрягли за кордоном після майже 2 місяців призупинення рейсів для запобігання поширення нових варіантів коронавірусу.
Коли Камбоджа увійшла в третю хвилю зараження, у В'єтнамі в березні було зафіксовано швидке зростання кількості завезених випадків у прикордонних провінціях. Прикордонні сили збільшили кількість військових і постійно патрулювали кордон, щоб запобігти нелегальному його переходу.
З 11 березня 2021 року в Ханої проводилося масове тестування на COVID-19 для раннього виявлення випадків хвороби, особливо в зонах високого ризику, таких як ресторани, автовокзали, фабрики або райони, де проживає багато іноземців. За даними міського департаменту охорони здоров'я, тестування спочатку проводилися в житлових районах району Нам Ту Лієм і промислової зони Ан Кхань в районі Хоай Дук 11 і 12 березня. Жителів інших районів тестували з 15 по 19 березня. Одночасно 8 березня місто знову відкрило пам'ятки та туристичні об'єкти; а також пішохідні вулиці навколо озера Хоан Кієм 12 березня.
Увечері 25 березня китаєць, який проживає в місті Тхуан Ан в провінції Біньзионг, здав тест на COVID, щоб поїхати до Камбоджі, і дав позитивний результат на коронавірус. Цей чоловік перейшов кордон на переході Мок Бай і, можливо, контактував з деякими камбоджійцями. Через кілька годин міністерство охорони здоров'я оприлюднило термінове повідомлення після того, як виявлено, що 2 особи з COVID-19 вилетіли з міжнародного аеропорту Фукуок до Ханоя. Одна особа, яка перебувала в тісному контакті з цими особами, також дала позитивний результат у Хошиміні. На тлі наростання поширення пандемії COVID-19 прикордонники північної провінції Лаокай співпрацювали з китайськими колегами, щоб посилити патрулювання вздовж кордону. В'єтнамські та китайські прикордонні сили створили 9 спільних груп для запобігання транскордонним злочинам і нелегальній імміграції.

#### Квітень 2021 року
Лише за два тижні в Камбоджі було зареєстровано 4832 нових випадки хвороби, переважно з місцевою передачею. Епідемія охопила 20 із 25 провінцій і міст цієї країни. Уряд Камбоджі запровадив у столиці Пномпені і багатьох її провінціях з 15 квітня локдаун.
В'єтнамська провінція К'єнзянг має 12 районів і 3 міста, які мають спільний кордон з Камбоджею, загальна довжина кордону становить 56 км, берегова лінія понад 200 км із понад 63 тисячі км² морської поверхні, на якій знаходяться тисячі рибальських човнів двох країн, що виходять у море щодня. Провінція К'єнзянг має 2 сухопутні кордони, 5 морських портів і 2 аеропорти. Влада побоювалася, що транскордонна передача коронавірусу через нелегальних мігрантів спровокує четверту хвилю епідемії у В'єтнамі. Унаслідок цього міністерство охорони здоров'я визначило К'єнзянг як місце високого ризику, особливо прикордонну територію в місті Хатьєн. Міністр доручив лікарні міста Чорай надіслати експертів для безпосередньої підтримки загальної лікарні Хатьєн для покращення можливостей місцевого лікування, особливо для важких випадків, які потребують направлення у відділення інтенсивної терапії та ЕКМО, тоді як Інститут Пастера в Хошиміні співпрацює з місцевими жителями, щоб підтримати створення лабораторій для тестування у Хатьєні та провінційній загальній лікарні для покращення можливостей тестування на місці. Кількість лікарів, задіяних у наданні допомоги К'єнзянгу, налічувала 13 осіб, у тому числі фахівці з реаніматології, штучної нирки, інфекційного контролю. У групі також був лікар, який працював заступником директора відділення невідкладної реанімації в лікарні Чорай, який раніше направлявся для підтримки в багато гарячих точок COVID-19, зокрема в Дананг.
На кордоні з Камбоджею та Лаосом у багатьох провінціях вжито рішучих заходів для запобігання та контролю епідемії, зокрема: посилення жорсткого контролю на прикордонних переходах, стежках, відкритих стежках. Прикордонна комендатура створила ще 118 постів, завдяки чому загальна кількість постів прикордонного контролю досягла 1798, які обслуговували понад 11,3 тисяч військовослужбовців. У морі також знаходились патрульні сили, що складаються з 9 кораблів і 2 катерів прикордонної охорони, рибальського нагляду та берегової охорони. Кілька днів потому командування військово-морського району 5 Народного флоту В'єтнаму надіслало для підкріплення більше кораблів для патрулювання ключових районів, використовуючи радар для виявлення будь-яких човнів, що прибувають з Камбоджі. 4-е регіональне командування берегової охорони також направило до регіону 32 човни. Провінція К'єнзянг розробила план створення польового госпіталю на 300—500 ліжок у місті Хатьєнь, а також створення зони лікування хворих із тяжкою формою COVID-19 у медичному центрі міста Хатьєнь. Пришвидшено завершення будівництва нової загальної провінційної лікарні К'єнзяна, і забезпечено використання старої провінційної загальної лікарні як польового госпіталю у випадку посилення епідемії. В'єтнам також пожертвував Камбоджі 500 тисяч доларів США, а також 800 апарататів штучної вентиляції легень, 2 мільйони медичних масок і 300 тисяч масок N95. Прем'єр-міністр В'єтнаму сказав Хун Сену, що Ханой завжди готовий допомогти Камбоджі у запобіганні пандемії. Це одна з найбільших допомог В'єтнаму іншим країнам у профілактиці COVID-19.
З 20 лютого по 22 квітня 2021 року близько 1300 осіб пройшли через прикордонні переходи неподалік Хатьєнь, у тому числі 31 випадок незаконного перетину. У 14 тисячах тестових зразків з початку пандемії було виявлено 38 позитивних випадків, з яких 18 хворих перебували на лікуванні в медичному центрі Хатьєн. Кількість осіб в ізоляторах, зосереджених у провінції, становила 303 особи.
Під час інспекції протиепідемічних заходів у місті Кантхо 26 квітня міністерство охорони здоров'я звернулося з проханням створити регіональні польові лікарні з розташованням у Кантхо, щоб підготувати всі сценарії та ресурси для ізоляції та лікування людей, які в'їжджають до регіону з країн, де кількість хворих COVID-19 зростає. За даними міського управління охорони здоров'я, на той день у місті було 20 державних лікарень і 24 недержавні лікарні. За словами заступника директора департаменту охорони здоров'я міста Нгуєна Фуок Тона, місто підготувалося до надзвичайної ситуації, якщо ці лікарні будуть використані на повну потужність, Кантхо зможе прийняти та лікувати близько 1200 випадків COVID-19.
На засіданні керівного комітету з боротьби з COVID-19 голова Народного комітету міста Хошимін Нгуєн Тхань Фонг заявив, що місто не буде влаштовувати феєрверки в День возз'єднання. Згідно з попереднім планом, у Хошиміні мали влаштовувати феєрверки 30 квітня в 5 місцях. Це вже другий випадок, коли Хошимін скасував феєрверки, щоб забезпечити захист від COVID-19. Під час останнього місячного нового року 2021 року Хошимін також планував провести феєрверк у 8 місцях, але зрештою був змушений скасувати його через спалах COVID-19.
27 квітня у В'єтнамі було підтверджено один випадок місцевої передачі вірусу. Хворий № 2857 — портьє готелю, який був інфікований індійськими експертами, що перебували на карантині в готелі в провінції Єнбай з 18 квітня. Хворого госпіталізували до Національної лікарні тропічних хвороб. Результати генетичного секвенування в Національному інституті гігієни та епідеміології в Ханої показали, що 4 випадки COVID-19 у групі індійських експертів були спричинені варіантом Дельта.
29 квітня міністерство охорони здоров'я підтвердило 45 нових випадків, у тому числі 5 шляхом місцевої передачі вірусу (4 особи з однієї сім'ї в провінції Ханам і один у Хошиміні). Усі тісно контактували з 28-річним чоловіком із провінції Ханам (хворий № 2899), який дав позитивний результат після закінчення 14 днів обов'язкового карантину. Він повернувся до В'єтнаму з Японії через міжнародний аеропорт Дананг 7 квітня. Він перебував на карантині протягом 14 днів у Данангу, і тричі мав негативний тест на коронавірус, перш ніж завершити карантин. Через два дні в країні було підтверджено ще 5 випадків у Ханамі, 3 випадки в Ханої та 2 випадки в Хунг'єні, і всі вони пов'язані з хворим № 2899. Щоб запобігти поширенню, місцева влада вирішила закрити комуну Даолі на карантин.

### Четверта хвиля

#### Сильний спалах: травень–вересень 2021 року
У травні 2021 року в багатьох населених пунктах було виявлено велику кількість невеликих спалахів, більшість з яких були не пов'язані між собою. До 5 найбільших із них належали один у північній провінції Бакнінь і Бакзянг, місто в центральній частини країни Дананг, християнська місія в Хошиміні та велика лікарня в Ханої. Ще одною примітною особливістю цієї хвилі полягала в тому, що через те, що хвороба поширилася на багато провінцій В'єтнаму, спалахи були в тому самому місці одночасно, але з кількох різних джерел інфекції, що ускладнювало відстеження та переривання ланцюжка інфекції. За даними ВООЗ, щоб підготуватися до гіршої ситуації, країна побудувала ще 30 польових лікарень на 1500 ліжок у відділеннях інтенсивної терапії та 30 тисяч ліжок у інших відділеннях. Коли загальна кількість випадків сягнула кількох тисяч на день, центральний уряд вирішив запровадити локдаун у всій південній частині країни з 35 мільйонами людей разом із столицею Ханоєм, щоб стримати поширення хвороби. 26 липня 2021 року, вперше в історії країни, для попередження поширення хвороби в місті Хошимін запроваджено щоденну нічну комендантську годину, починаючи з 18:00. У зв'язку з цим нікому не дозволялося залишати місто, а працювати могли лише екстрені служби. 28 липня Національні збори надала центральному уряду країни мандат на впровадження надзвичайних заходів для стримування пандемії на місцевому рівні. 20 серпня Політбюро Комуністичної партії В'єтнаму звільнило Нгуен Тхань Фонга з посади голови Народного комітету міста Хошимін. Уряд також мобілізував до міста 10 тисяч військових для забезпечення карантину та доставки продовольства. Однією з головних причин цього спалаху є чотириденні канікули до Дня возз'єднання В'єтнаму та Міжнародного дня праці, через які багато місць для відпочинку були переповнені туристами. Результати секвенування генів показали, що Дельта-варіант SARS-CoV-2 є домінуючим варіантом у цій хвилі, особливо серед випадків у центральних і південних районах В'єтнаму.

##### Кластери, пов'язані з Національною лікарнею тропічних захворювань
Кластер Національної лікарні тропічних захворювань: на засіданні Керівного комітету з профілактики COVID-19 у Ханої вдень 4 травня директор департаменту охорони здоров'я Ханоя Тран Тхон Нхо Ха отримав звіт від Національної лікарні тропічних захворювань про позитивний результат тестування на SARS-CoV-2 в особи, яка є лікарем, що працює в цій лікарні. Наступного дня директор лікарні розпорядився провести тестування на COVID-19 всіх співробітників, працівників, хворих і членів їх сімей, у двох закладах. У лікарні взяли зразки у понад 800 медперсоналу та хворих. Кількість випадків COVID-19, пов'язаних із цим спалахом, становила 238, у тому числі: 90 випадків у лікарні та 148 людей за її межами.
Кластер Бакнінь: безпосередньо пов'язаний з кластером Національної лікарні тропічних захворювань, який мав 1725 випадків хвороби. 5 травня, відразу після отримання інформації від Національної лікарні тропічних хвороб про два випадки зараження COVID-19, провінція Бакнінь терміново розшукала близькі контакти цих хворих, і видала повідомлення в провінції, щоб знайти осіб, які перебували в Національній лікарні тропічних захворювань.
Під час швидкого скринінгового тесту служба охорони здоров'я провінції Бакнінь виявила один випадок COVID-19, позначеного як хворий 3055, у комуні Маодьєн (район Тхуентхань). Цей хворий знаходився в Національній лікарні тропічних захворювань з 24 квітня. Під час лікування хворого 3055 26 квітня група з 18 людей з комуни Маодьєн приїхала відвідати його в лікарню. Кілька днів потому 6 осіб з цієї групи дали позитивний результат на COVID-19. Ці особи також відвідали весілля 30 квітня в комуні Маодьєн, і це весілля перетворилося на подію суперрозповсюдження хвороби. Станом на червень випадки COVID-19 були зареєстровані в усіх районах провінції, та поширилися на інші населені пункти.
Наприкінці червня спалах у провінції Бакнінь було взято під контроль, було 3 основні кластери:
- Місто Бакнінь із 719 випадками, в основному пов'язаними з компанією AAC, додаткові випадки виявлені серед працюючих у карантинній зоні в районі Кхокнім.
- Округ Тхуентхань був першим кластером у провінції з 591 випадком, спалах було локалізовано.
- Кластер Кюево об'єднав 127 випадків, джерело передачі було визначено в основному з місцевого промислового парку.[237]

Кластер Національної онкологічної лікарні: джерело інфекції з кластера Національної лікарні тропічних захворювань. Уранці 7 травня 10 осіб у національній онкологічній лікарні в районі Тхань Трі в Ханої мали позитивні результати тестування на SARS-CoV-2, включаючи 4 хворих і 6 родичів хворих. Лікарня ввела суворий карантин для всього свого медичного персоналу, працівників, хворих та їхніх родичів у 3 установах. Із перших 10 випадків станом на 24 травня в лікарні зафіксовано ще майже 60 випадків. У Ханої та інших провінціях також зафіксовано зараження, пов'язані з цим кластером. 14 червня, через 37 днів, лікарня скасувала карантин і відновила лікувальну роботу.
Кластер Бакзянг: провінція Бакзянг була другим епіцентром у четвертій хвилі з 5600 підтвердженими випадками хвороби, спалах тут змусив владу ввести карантин у 4 районах провінції та місті Бакзянг. Згідно з опублікованими Інститутом гігієни та епідеміології результатами секвенування генів, у кластері зафіксовано появу індійського варіанту B.1.617.2.
8 травня провінція підтвердила, що цим випадком була жінка-робітниця на заводі «Sin Young Vietnam», розташованому в індустріальному парку Вантрунг в районі В'єтьєн — найбільшому індустріальному парку провінції, куди щодня приходять на роботу сотні тисяч працівників. Вона заразилася після контакту з хворими на COVID-19 з кластеру онкологічної лікарні. Під час тестування було виявлено ще 75 випадків хвороби, більшість з них були працівниками одного з нею заводу. У той же час у нещодавно виявленому кластері «Hosiden Vietnam Company» (в індустріальному парку Кванчау) зареєстровано загалом 660 випадків (11 % від загальної кількості співробітників). Протягом 3 днів з 22 по 25 травня медична служба зосередилася на масштабному тестуванні в зонах підвищеного ризику, тому кількість випадків COVID-19 зростала дуже швидко. Більшість нових випадків були особами, які раніше були близькими контактами. «Коефіцієнт тісних контактів (які раніше були негативними), що мали позитивний результат тестування, дуже високий. Зокрема, у „Shin Young“, першій зараженій компанії в індустріальному парку Вантрунг, показник становив 79 %. У компанії „Hosiden“ цей показник становив 55 %» — сказав представник департаменту охорони здоров'я провінції Бакзянг. Крім того, в провінції Бакзянг також зареєстрували ще 3 медиків, які заразилися під час виконання службових обов'язків. Провінційний департамент охорони здоров'я повідомив, що ці випадки пов'язані з кластером індустріального парку.
Заступник міністра охорони здоров'я Нгуен Трен Сон лише 25 травня повідомив, що кількість випадків COVID-19, зареєстрованих у провінції Бакзянг, становила 375, що втричі перевищує попередній рекорд кількості випадків у провінції. Такими є результати тестування майже 2500 зразків, взятих у карантинних зонах у провінції. Відповідно до звіту провінції Бакзянг про ситуацію з COVID-19, кількість хворих, безсумнівно, зросте, оскільки були ще понад 50 тисяч зразків високого ризику, які не були перевірені. З такою великою кількістю зразків міністр охорони здоров'я В'єтнаму Нгуєн Тхань Лонг наказав медичному персоналу перейти від тестування за допомогою ПЛР на швидке тестування, щоб швидше подолати епідемію. Наприкінці травня у провінції розгорнуто найбільший польовий госпіталь, розташований на центральному стадіоні провінції. Водночас в області завершено будівництво відділень реанімації на 158 ліжок.
Промислові зони Квангчау і Вантрунг розташовані дуже близько одна до одної, поряд з магістральною дорогою проходить швидкісна дорога Ханой—Бакзянг, і дві фронтальні дороги йдуть паралельно до шосе. За цими маршрутами сотні автобусів щодня прямують до Лонгсона і південних провінцій, щоб забрати пасажирів. Навколо індустріального парку розташовані сотні мотелів, ринків і розважальних закладів. Десятки тисяч працівників мотелів у місті Нан в районі В'єт-Єн, помістили на карантин через те, що частина з працівників цих заклаадів були інфіковані COVID-19. Щоб запобігти широкомасштабному спалаху, влада провінції Бакзянг з 15 травня вирішила помістити на карантин усіх людей у районі В'єт-Єн, де розташовані дві промислові зони. Іншою причиною швидкого поширення хвороби в промислових зонах, на думку керівників провінції, були пізні виявлення та ізоляція хворих працівників підприємств.
Після майже 2 місяців ізоляції ситуація в провінції продовжувала поступово покращуватися, та не було повідомлень про нові кластери. Наприкінці червня повідомлялося в середньому про 194 випадки захворювання на день, і переважно серед працівників двох індустріальних парків, які перебували в зонах карантину або були на карантині. За час спалаху виявлено та протестовано понад 25 тисяч тісних контактів. Враховуючи стабілізацію ситуації в провінції, спеціальний підрозділ з боротьби зі спалахами було розпущено, а штат медичних працівників поступово скорочувався з другого тижня червня.

##### Кластери, пов'язані з Данангом
Кластер Ханам: станом на 3 серпня 2021 року було зареєстровано загалом 68 випадків, пов'язаних із спалахом в Ханамі. Більшість із цих випадків були пов'язані з хворим № 2899, який повернувся з Японії (раніше також ізольований у Данангу), але не перебував на карантині вдома. 3 серпня уряд провінції скасував останню карантинну зону в окрузі Ліньян.
Кластер Дананг: Станом на 11 травня в місті було 43 випадки хвороби та 8 випадків у 6 інших населених пунктах, усі пов'язані з дискотекою «New Phuong Dong», салоном «AMIDA» та готелем «Phu An». Перший випадок було зареєстровано 3 травня 2021 року, джерело зараження не було встановлено. Було підтверджено, що більшість випадків з цього кластера, які були секвеновані, мали варіант B.1.1.7.
У серпні в Данангу виявили два великих кластери: ринок Хоакуонг і риболовецьким порт Тхокуанг. Станом на 21 серпня ланцюжок зараження, пов'язаний з риболовецьким портом і карантинними зонами в Сонтра, налічував 1124 випадки, тоді як кластер ринку з 699 хворими перебував у групі «дуже високого ризику». Із 699 випадків, пов'язаних із ринком, 217 були торговцями, 37 — покупцями та 445 — близькі контакти. Через 9 днів хвороба поширилася на 7 районів Дананга. Епідеміологічне розслідування показало, що один хворий може заразити 8 інших людей протягом 3 днів, що призводить до швидкого зростання кількості випадків. Голова Народного комітету Дананга Ле Трунг Чін підписав рішення про продовження терміну соціального дистанціювання, та попросив населення міста самоізолюватися до 26 серпня.

##### Кластери, пов'язані з Хошиміном
26 травня в районі Говап міста Хошиміна було виявлено випадок хвороби, пов'язаний з християнською місією. Через 5 днів після перших 3 випадків у Хошиміні зафіксували ще 133 випадки в 21 із 22 районів міста. Першим кроком боротьби з поширенням хвороби адміністрація міста Хошимін 31 травня підвищила протиепідемічний рівень, заблокувавши округ Говап і округ Тханьлок в окрузі, 12 і запровадила соціальне дистанціювання для інших районів міста. Протягом перших 15 днів карантину місто встановило 38 контрольно-пропускних пунктів навколо округу Говап, ефективно контролюючи ланцюжок зараження, пов'язаний з місією, яка мала приблизно 600 випадків. Однак, коли під час скринінгу в кількох лікарнях виявилось більше випадків, у цьому районі було виявлено ще багато кластерів захворювання. 14 червня хвороба поширилася на лікарні, промислові парки та житлові квартали, було зареєстровано приблизно тисячу випадків хвороби; тому місту довелося дотримуватися соціальної дистанції ще 2 тижні. Проте кількість нових випадків COVID-19 у місті за добу не зменшувалася. У відповідь на це міська рада 20 червня запровадила так звану «Директиву 10». У Хошиміні, який на той час посідав третє місце в країні за кількістю хворих, було понад 1500 випадків хвороби. «Директива 10» передбачала припинення надання не життєво важливих ділових послуг, закриття стихійних ринків і громадського пасажирського транспорту, а також заборона збирання більше 3 осіб у громадських місцях на відстані не менше 1,5 метра. 9 липня, коли кількість інфікованих у Хошиміні перевищила 10 тисяч, уряд вирішив заблокувати все місто на 15 днів. На додаток до заходів дистанціювання та блокування, місто посилило тестування, щоб відстежувати неідентифіковані випадки хвороби з місцевою передачею. Під час спалаху в християнській місії служба охорони здоров'я збільшила кількість тестувань до 100 тисяч на день. Було відібрано проби від понад 300 тисяч працівників індустріальних парків і виробничих зон. З 26 червня по 5 липня, у час поширення епідемії, місто продовжувало збільшувати свої тестувальні потужності до півмільйона зразків на день, щоб обстежити 5 мільйонів осіб у районах Хошиміна і місті Тудьюк. Також у місті провели наймасштабнішу вакцинальну кампанію. Лише за 5 днів (19–24 червня) по місту ввели 836 тисяч доз вакцини, переданих МОЗ. Міський відділ охорони здоров'я створив 96 пунктів вакцинації у всіх районах міста і понад 300 мобільних пунктів вакцинації у промислових зонах. За даними міського департаменту охорони здоров'я, у місті було достатньо кисню для 50 тисяч випадків хвороби.
У липні 2021 року радник уряду В'єтнаму, сказав, що «спалах [у Хошиміні] залишається складним». Він не став прогнозувати епідемію в Хошиміні через «багато змінних» і сказав, що с"итуація багато в чому залежить від впровадження заходів із запобігання епідемії". Він сказав, що хвороба швидко поширюється в багатьох провінціях, оскільки Хошимін є головним економічним центром країни. У деяких населених пунктах епідемію поширили водії-далекобійники. Багато хворих інфіковані дельта-варіантом, тому їхні тісні контакти швидко стають позитивними. Кількість нових випадків сягала сотні на день, що свідчить про те, що епідемія широко поширювалася серед населення, що призвело до того, що боротьба з поширенням хвороби в південних провінціях значно ускладнилася. Народний комітет міста Хошимін на засіданні 14 липня повідомив, що кількість смертей від COVID-19 у місті під час четвертої хвилі сягнула 130, що в 4 рази перевищує кількість, оголошену Міністерством охорони здоров'я. Через велику кількість хворих усі тісні контакти з хворими на коронавірус перебували на самоізоляції вдома, щоб зменшити перевантаження на місцеві карантинні заклади. Міністерство охорони здоров'я також дозволило скорочувати терміни лікування та виписувати хворих із легкою формою COVID-19, що також допомагало зменшити навантаження.
16 серпня міністерство охорони здоров'я запустило в місті програму «удома» для позитивних випадків тестування. Програма реалізувалася за допомогою 3 основних заходів, зокрема: взяття зразків для тестування вдома, надання упаковок з ліками та ряду корисних для здоров'я продуктів, а також надання консультацій щодо здоров'я, видачі харчових пакетів для інфікованих осіб та членів їхніх сімей, які залишились вдома, щоб зменшити ризик поширення хвороби. Міністерство охорони здоров'я також надавало детальні інструкції для інфікованих, які навчають їх самообслуговуватись, спостереженням за своїм здоров'ям, і рекомендаціями звертатися до медичних закладів у разі серйозних симптомів. 24 серпня вВерховне військове командування міста Хошимін допомагало Народному комітету, і завершило підготовку 10 гектарів землі з 5 тисячами могил та додатково 5 гектарів для масового поховання, якщо крематорії в місті будуть перевантажені. Верховне командування також звернулося до міністра оборони з проханням надати додаткові 4 тисячі мішків для трупів. На нараді військові повідомили, що смертність у польовому госпіталі становить 2,56 %, у реанімації — 94,2 %, на домашньому лікуванні — 3,42 %.
Кластер християнської місіїї: у кластері місії «Revival Ekklesia Mission» було понад 520 випадків у Хошиміні та 6 інших провінціях. Крім того, з ним пов'язані 6 інших великих кластерів із сотнями випадків у місті. Серед випадків були 40 членів місії, які кілька разів збиралися на невеликому провулку в районі Ґовап. Перші випадки, ймовірноі з джерелом спалаху, пов'язаного з місією, виявили симптоми 13 травня. Ця особа поїхала в Ханой і повернулася в Хошимін 29 квітня. Національний керівний комітет із запобігання та контролю COVID-19 організував тестування понад 151 тисячі осіб, пов'язаних зі спалахом. 27 травня комітет вимагав призупинити в'їзд іноземців у місто, та запровадив соціальне дистанціювання з 31 травня. Лише через 6 днів у 20 із 22 районів і ключових індустріальних парків Хошиміна виявлено випадки COVID-19. Через свої особливості індустріальні парки не можуть перейти на онлайн-роботу, оскільки умови вентиляції на багатьох робочих місцях обмежені. Крім того, багато працівників користуються спільним транспортом і живуть разом у переповнених гуртожитках, що є основними факторами, які сприяють легшому поширенню хвороби. «У Хошиміні працює 1,6 мільйона працівників; і якщо хворобу не контролювати належним чином, це спричинить кризу в галузі охорони здоров'я», — підкреслив міністр охорони здоров'я країни.
Серед джерел зараження в Хошиміні, то 55 % хворих інфікувалися від релігійної діяльності, 25 % — на роботі, 15 % — від сім'ї, 5 % — від друзів. Таким чином, за винятком зараження від діяльності місії, ризик зараження на робочих місцях є досить високим, особливо в закритому середовищі, таких як офісна будівля
Інші великі кластери в місті: 2 липня Департамент охорони здоров'я Хошиміна підтвердив, що в місті було зафіксовано багато великих ланцюгів зараження, в тому числі в компаніях, магазинах, лікарнях і ринках. Найбільше випадків були зареєстровані на фабриці «Nidec Sankyo» (238 випадків), у лікарні «Фам Нгоч Тхач», де лікувалися хворі на туберкульоз та ВІЛ (25 випадків), на оптовому ринку «Хокмон» (58 випадків), ринку «Біньдьєнь» (56 випадків) і в'язниці Чі Хоа (81 випадок). У в'язниці Чі Хоа смерть ув'язненого від COVID-19 спровокувала тюремний бунт.
Крім того, у місті також виявлено 48 хворих на COVID-19 під час обстеження у 30 лікарнях та поліклініках. Ці випадки походили з невеликих кластерів, зокрема механічної майстерні, одного з житлових будинків і житлового району Тху Дук, де були виявлені випадки місцевої передачі вірусу. За словами директора департаменту охорони здоров'я міста Хошимін, походження цих випадків може бути пов'язано з хворобою, яка непомітно поширювалася з місцевою передачею раніше, від людей, які контактували з інфікованою особоюБ або вони відвідували ендемічні території, та не повідомляли про ці поїздки. Примітно, що коли 13 червня лікарня тропічних хвороб міста Хошимін провела швидкі тести 887 співробітникам, було зафіксовано 53 позитивних випадки COVID-19. Ці люди раніше отримали дві дози вакцини AstraZeneca проти COVID-19. Лікарня співпрацювала з відділом клінічних досліджень Оксфордського університету для моніторингу клінічного прогресу та вірусного навантаження SARS-CoV-2 у цих випадках хвороби, щоб оцінити ефективність вакцини. Обстеживши 62 інфікованих співробітників лікарні тропічних хвороб міста Хошимін, група експертів дійшла висновку, що їх вірусне навантаження SARS-CoV-2 було в 251 раз вище, ніж при класичному штамі, але набагато нижче, ніж у невакцинованих хворих. Дослідження також показало, що штам вірусу із високим ступенем передачі, а також погана вентиляція та відсутність маски в офісі полегшили поширення хвороби серед цих осіб.
2 вересня округи № 7 і округ Ко Чі оголосили, що епідемія в них контрольована. Це перші два округи міста Хошимін, які успішно локалізували спалахи, обмежили кількість нових випадків, і мають високий рівень охоплення вакцинацією проти COVID-19 у громаді.
Кластер Біньзионг: з початку четвертої хвилі COVID-19 загальна кількість випадків у цій місцевості становила понад 16 тисяч (11 % від загальної кількості випадків у В'єтнамі), переважно в гуртожитках, компаніях і промислових парках. Кількість випадків почала швидко збільшуватися після того, як у середині червня пара, яка продавала молочний чай у Тхузаумоті, отримала позитивний результат тестування на коронавірус. Оскільки 11 осіб, пов'язаних із цією парою, були працівниками заводів в містах Тануєн і Туенан, то офіційні особи охорони здоров'я розширили тестування в промислових зонах і виявили в середньому від 10 до 20 осіб із позитивними тестами в цих містах протягом 10 днів поспіль. Після 24 червня рівень зараження різко зріс на майже 30 випадків на день. За ці дні було зафіксовано велику кількість випадків, наприклад: 30 червня (81 випадок), 1 липня (90 випадків), 4 липня (87 випадків), 5 липня (114 випадків), 6 липня (92 випадки) і 7 липня (140 випадків). Після 13 днів масштабного тестування понад 1,2 мільйона людей виявили 12284 осіб з інфікуванням COVID-19 (частка позитивних тестів становила 1 %). Протягом усієї пандемії у провінції виявили 46 кластерів, в основному з ланцюга інфекції в Хошиміні з варіантом Дельта. Провінція Біньзионг має населення 2,5 мільйона осіб, і є одним із найбільших промислових центрів південного регіону з майже 50 тисячами підприємств і понад 1,2 мільйона працівників. Багато хостелів розташовані поблизу закладів і підприємств. Тому, за інформацією департаменту охорони здоров'я провінції, інфекція поширюється з гуртожитків цих підприємств. За інформацією департаменту, серед цих спалахів найнебезпечнішими є спалахи в районі Тан Пхуок Кан, місті Тануєн, і на підприємстві в районі Бінчуань. Профілактика хвороби в цих населених пунктах складна, тому що в провінції багато індустріальних парків, у яких є гуртожитки з великою кількістю працівників з усієї країни.
Кластер Фуєн:У центральній провінції Фуєн було зафіксовано найшвидший рівень зараження: лише з 8 випадків вранці 24 червня через 14 днів кількість випадків зросла до 359, з яких один хворий помер. Директор департаменту охорони здоров'я провінції повідомив, що в провінції визначено 3 основні джерела інфекції. Перше джерело — від «хворого 13690», 53 років, власника ресторану в місті Туйхоа (інфікований від водія, який прибув із міста Хошимін). Другий — від «хворого 16052» із міста Донгхоа, а третій — від «хворого 15541», який раніше лікувався в місті Хошимін. За словами керівника служби охорони здоров'я провінції, місцевості не вистачає людських ресурсів і медичного обладнання для задоволення потреб у розшуку контактних осіб та взятті зразків для тестування, тому необхідно шукати підтримки в інших провінціях.

##### Кластери з невідомим джерелом інфекції
Кластер Дьєнб'єн: 14 травня в районі Нампо провінції Дьєнб'єн зареєстровано перший випадок COVID-19 у працівниці школи-інтернату для етнічних меншин. Через тиждень кількість кластерних випадків тут зросла до 40. Більшість хворих на COVID-19 були вчителями та учнями початкових класів, від яких заражаються і члени їхніх родин. Джерело зараження першого випадку не було встановлено. До середини червня цей кластер був під контролем після 26 днів без нових випадків місцевої передачі вірусу.
Компанія T&T і кластер Times City:Під час четвертої хвилі було зареєстровано загалом 171 випадок захворювання з місцевою передачею вірусу в 20 з 30 районів Ханоя. На початку спалаху більшість випадків були пов'язані з кластером лікарень і пов'язані з Данангом (47 випадків), але наприкінці травня влада виявила кластер із невідомим джерелом інфекції в компанії T&T і житловому комплексі «Park 11 Times City». Це небезпечний кластер, оскільки хворі інфікувались протягом тривалого часу, переїхали в багато місць і контактували з багатьма людьми. 23 травня Ханойський центр контролю за захворюваннями повідомив про позитивний випадок COVID-19, який був учнем початкової школи «Vinschool». Пізніше, під час тестування членів сім'ї цього хворого, зокрема батька, матері і молодшого брата, результати також були позитивними. Хоча перший випадок був виявлений у будинку Park 11, за попередньою оцінкою закладів охорони здоров'я найімовірніше, що спалах виник від компанії T&T, а не від сім'ї, яка проживала в Park 11.
Кластер Тханьсуаньтрунг: Цей кластер почався з перших двох хворих на з будинку на алеї 330 Нгуєн Трай наприкінці серпня 2021 року. Після 7 днів масштабного тестування сектор охорони здоров'я зареєстрував 388 нових випадків у мешканців двох будинків 328, 330 та інших прилеглих квартир.
Керівники Центру контролю захворювань у Ханої визначили цей кластер як такий, що досяг 2-го або 3-го циклу зараження. Два провулки є старими житловими районами з високою щільністю населення та антисанітарією, що призвело до великої кількості випадків, незважаючи на карантинні заходи. У районі Тханьсуан майже 1200 осіб направили до ізоляторів у ХоалЛак. Увечері 1 вересня з території почали евакуювати людей.
Кластер загальної лікарні Шадека:Загальна кількість випадків в провінції становила 305, з них 3 хворих померли. Згідно з даними департаменту охорони здоров'я провінції Донгтхап, перша хвора — жінка, яка проживала в Тан Кхан Трунг у повіті Лапво. Цю хвору госпіталізували до загальної лікарні Шадека з 10 червня через абсцес на плечі. 23 червня у хворої з'явилися скарги на підвищення температури і підвищену втомлюваність. Наступного дня їй провели тестування, яке дало позитивний результат на SARS-CoV-2. Джерело цього випадку так не встановлено. До 5 липня в провінції Донгтхап було зареєстровано багато кластерів COVID-19, з яких 110 випадків у лікарні Шадека, на швейній фабриці 6 — 14 випадків, у «Agribank» в районі Тяутхань — 49 випадків. Тяутхань був самою гарячою точкою провінції зі 103 випадками хвороби, з яких найбільша концентрація випадків у комунах Анх'єп і Tанхуандзонг.

#### Плато випадків: жовтень 2021 року–до кінця 2021 року
Після того як було зафіксовано зниження кількості випадків COVID-19 і смертей, багато населених пунктів почали запроваджувати послаблення соціального дистанціювання. У Хошиміні після 4 місяців застосування суворих заходів соціального дистанціювання для стримування поширення інфекції місто пом'якшило обмеження з вечора 30 вересня 2021 року. Більшість закладів, зокрема торговельні центри, заклади харчування на винос, фінансові та юридичні установи, заклади гостинності приміщення та офіси могли знову відкритися. Понад 143 тисячі працівників повернулися до Хошиміна та провінцію Донгнайна роботу. У провінції Донгнай станом на 15 жовтня близько 82 % підприємств відновили роботу. Спалах тут і пов'язані з ним обмеження на пересування вплинули на економіку місцевості, яка базується на виробництві, та призвели до закриття заводів.
11 жовтня міністерство охорони здоров'я країни змінило критерії оцінки рівня епідемії, замінивши директиви, які діяли раніше.
Із середини жовтня до грудня 2021 року Хошимін почав закривати польові лікарні в місті. Першочерговим завданням міста буде закриття польових лікарень, створених у школах та гуртожитках, щоб діти могли повернутися до школи. 16 жовтня адміністрація міста Хошимін закрила польовий госпіталь № 1 у гуртожитках В'єтнамського національного університету. Того ж дня Дананг офіційно дозволив знову відкрити сферу послуг, а ресторани та бари в місті відновили роботу після майже піврічного закриття.
Кластер Футхо: з 13 жовтня 2021 року в північній провінції Футхо було зареєстровано 292 випадки в громаді з двох кластерів у Ламтхао–Чухоа, Бакхак–Фунінь. Імовірно, що спалах у Ламтхао почався в окружному медичному центрі. Після відстеження випадки зараження були виявлені в усіх повітах і містах. Провінційна влада відкрила 280 ліжок у відділеннях інтенсивної терапії та провела кампанію вакцинації для всього району Ламтхао з використанням 30 тисяч доз. На момент спалаху відсоток дорослих, які отримали одну дозу вакцини, становив понад 85 %, однак відсоток людей, які отримали дві дози, становив лише близько 0,5 %.
За даними міністерства охорони здоров'я, більшість померлих — це особи з хронічними захворюваннями та люди похилого віку, з яких 85 % не були щеплені. У січні 2022 року в країні зафіксовано понад 2 мільйони випадків хвороби і понад 36 тисяч смертей, що становить 1,7 % від загальної кількості випадків. Порівняно з піком епідемії у серпні–вересні 2021 року кількість важких випадків зменшилася на дві третини. Кількість смертей з 300—350 на день знизилася до більше 200. До кінця грудня 2021 року в багатьох регіонах, включаючи Хошимін і Ангіан, більшість померлих були літніми людьми з хронічними захворюваннями, з яких 85 % не були щеплені або не отримали дві дози вакцини. На осіб старших 65 років припадає приблизно 48 % летальних випадків; 50–56 років — 36 %; 18–49 років — 15 %; а віком 0–17 років — 0,42 %. Медичний персонал зосередився на захисті пацієнтів із COVID-19 із супутніми захворюваннями, призначаючи їм противірусні препарати, навіть якщо у них не було симптомів хвороби. У результаті кількість смертей знизилася до менше ніж 20 випадків на добу, особливо в Хошиміні.

### Перехід до ендемічної стадії
29 серпня прем'єр-міністр Фам Мінь Тінь заявив, що В'єтнаму, можливо, доведеться жити з коронавірусом, і не можна покладатися на безстрокове закриття та карантин. Це ознаменувало серйозну зміну в підході країни до COVID-19, що змусило В'єтнам прискорити кампанію вакцинації для контролю над поширенням хвороби. У середині вересня кількість нових випадків почала падати до кількох тисяч на день, і обмеження були послаблені. У грудні 2021 року у В'єтнамі зафіксували перший випадок зараження варіантом Омікрон, що призвело до значної нової хвилі заражень у перші місяці 2022 року, причому 13 березня було зафіксовано найвищий середній показник за 7 днів у 206402 випадків. Однак через широке охоплення вакцинацією в країні смертність залишалася низькою пропорційно до кількості підтверджених випадків.
У березні 2022 року прем'єр-міністр Фам Мінь Тінь оголосив COVID-19 «ендемічним» і розглянув питання про припинення щоденного звітування про нові випадки хвороби. У статті видання «Bloomberg» зазначалося, що у В'єтнамі високий рівень вакцинації та різке зниження смертності від COVID-19. Однак у серпні 2022 року міністерство охорони здоров'я видало рекомендацію не оголошувати COVID-19 ендемічним, а натомість перенести заходи країни з «профілактики» на «стабільне проведення заходів».
У червні 2023 року прем'єр-міністр Фам Мінь Тін заявив, що COVID-19 більше не є тяжкою трансмісивною хворобою, залишивши юрисдикцію майбутньої профілактики та класифікації COVID-19 Міністерству охорони здоров'я.

## Медичні заходи

### Розробка вакцини та медикаментозного лікування
7 лютого 2020 року в'єтнамські науковці з інституту епідеміології та гігієни повідомили, що їм вдалось ізолювати та культивувати вірус COVID-19 у лабораторії, після чого В'єтнам став однією з перших країн світу, яким вдалось це зробити. Згідно з заявою представників інституту, це дозволить значно збільшити швидкість проведення тестування на коронавірус, аж до проведення кількох тисяч тестів на коронавірус за добу. Це також пришвидшить розробку вакцини проти коронавіруса. За словами Ле Куїн Мая, заступника директора національного інституту гігієни та епідеміології, вірус, що викликає COVID-19, поділився на кілька штамів. Зареєстровані у світі три види штамів вірусу. У В'єтнамі виділено два штами вірусу — один від хворих. які приїхали до країни з Уханя, а іншу від хворих. які приїхали з Європи в березні.
У травні 2020 року в'єтнамські вчені повідомили, що їм вдалось розробити вакцину проти COVID-19 після того, як їм вдалося виділіти антиген коронавіруса в лабораторії. Вакцина була розроблена у співпраці ханойських учених з VABIOTECH та учених Бристольського університету, до початку застосування її перевірять на тваринах, після чого додатково перевірять на безпечність та ефективність. За даними в'єтнамського національного інституту епідеміології та гігієни, на розробку вакцини, яка може безпечно застосовуватися на людях, необхідно 12—18 місяців. На перших етапах дослідження вакцини проводились експерименти з лабораторними мишами, причому різним мишам вводили різну кількість антигену коронавірусу, та вводили різні дози вакцини. За 10 днів 50 мишей, яким вводили вакцину, були здоровими, продовжувалось спостереження за їх імунною відповіддю. Після отримання позитивного результату імунної відповіді та достатньому виробленні антитіл, учені продовжать розробку повноцінних вакцин та розробили технологію їх виробництва у необхідній кількості. У жовтні 2020 року вакцину «Vabiotech» проти COVID-19 випробували на мавпах; результат досліджень заклав основу для клінічних досліджень на людях.
У В'єтнамі розроблені 4 вакцини проти COVID-19, вироблені «Nanogen», «Vabiotech», «Polyvac» та Інститутом вакцин і медичних біопрепаратів (IVAC). Найбільш перспективною в МОЗ оцінили вакцину «Nanocovax» виробництва компанії «Nanogen». IVAC і «Vabiotech» завершили розробку в лабораторних умовах і оцінили безпеку та ефективність своїх вакцин на тваринах. 7 грудня інститут оголосив про успішні результати випробувань Nanocovax на тваринах. Через 10 днів компанія «Nanogen» почала дослідження вакцини на людях. 26 лютого 2021 року «Nanogen» розпочала II фазу клінічних досліджень у Ханої та південній провінції Лонган. 25 березня 26 добровольців, які отримали перші щеплення II фази в період з 26 лютого по 10 березня, отримали другі щеплення вакциною «Nanocovax». Деякі добровольці відчували неприємні явища біля місця ін'єкції, але не потребували медичної допомоги. Результати випробування мали публікуватися в травні 2021 року перед підготовкою до третьої фази дослідження за участю від 10 до 30 тисяч осіб. Офіційний представник «Nanogen» повідомив «Nikkei Asia», що якщо уряд застосує екстене схвалення вакцини, введення «Nanovax» може розпочатися в травні 2021 року. Заступник міністра науки і технологій Фам Конг Так і віце-прем'єр-міністр Ву Дук Дам отримали другу дозу «Nanocovax» 26 березня 2021 року.
CoviVac (друга в'єтнамська вакцина), розроблена Інститутом вакцин і медичних біопрепаратів (IVAC), розпочала клінічні дослідження на людях 21 січня. Інститут вакцин і біопрепаратів вивчав вакцину з травня 2020 року, та провів успішні доклінічні випробування в Індії, США та В'єтнамі; стабільність вакцини була оцінена в Медичній школі Ікана на горі Сінай в Нью-Йорку. 15 березня 2021 року 6 добровольцям зробили ін'єкцію CoviVac в Ханойському медичному університеті. Вакцина з ад'ювантами або без них, без консервантів, її вектором є вірус хвороби Ньюкасла, і її можна виробляти з курячих яєць (подібно до вакцин проти грипу).
8 вересня 2021 року заступник міністра охорони здоров'я В'єтнаму Тран Ван Тхуан зустрівся з представниками французької компанії «Xenothera», щоб обговорити співпрацю у III фазі клінічних досліджень препарату XAV-19 від COVID-19 та передачу технології виробництва препарату до В'єтнаму. Препарат перешкоджає розвитку вірусу, нейтралізує його і зменшує запалення.

### Медикаментозне лікування
В'єтнам отримав значний досвід у лікуванні коронавірусних інфекцій під час спалаху SARS у 2003 році, та активно впроваджує його для лікування хворих на COVID-19. Основним методом лікування є забезпечення перебування хворого у добре провітрюваному приміщенні без застосування кондиціонерів, та регулярна дезинфекція приміщення. Хороший ефект дають також симптоматична терапія згідно вираженості симптомів захворювання у поєднанні з фізіотерапевтичним лікуванням, забезпеченням збалансованого харчування та дотриманням психологічної рівноваги.
За даними міністерства охорони здоров'я країни, для лікування коронавірусної хвороби також може застосовуватися специфічні противірусні препарати, якщо буде наведено достатньо доказів їх ефективності. Для виписки з лікарні у хворих має бути два послідовних негативних ПЛР-тести на коронавірус (як із носоглотки, так із ротоглотки), взятих з інтервалом у 24 години. після виписки з лікарні хворий має дотримуватися режиму домашньої ізоляції строком у 14 днів. Хворий повинен знаходитися в добре провітрюваній кімнаті, носити маску, часто мити руки, обмежувати контакти з іншими членами сім'ї, та не виходити на вулицю. хворий повинен вимірювати температуру двічі на день, перемірювати її додатково при виявленні підвищення температури або інших ознак хвороби. У країні також розглядається спосіб лікування хворих коронавірусною хворобою плазмою крові хворих, які видужали від коронавірусної хвороби.
Під час другої хвилі в Дананзі схема лікування, що застосовувалася у В'єтнамі, зазнала низки удосконалень. Порівняно з початком 2020 року, пацієнти, які переважно лікувалися симптоматично, і завданням медичного персоналу було лише покращення стану хворих, тоді як згідно нових схем лікування застосовувалися противірусні препарати, які виявилися більш ефективними для хворих коронавірусною хворобою. Зокрема, у В'єтнамі ефективно використовувалися лопінавір, ритонавір та інтерферони, і при їх застосуванні в організмі хворих не виявляється вірус вже за 7 днів лікування. Протималярійні препарати хлорохін і гідроксихлорохін більше не застосовуються в лікуванні коронавірусної хвороби.
У жовтні 2020 року вчені з Інституту медичної генетики, Центру контролю за хворобами міста Хошиміна та Університету медицини та фармації Хошиміна планують провести секвенування геному нового коронавірусу, щоб зрозуміти, як він впливає на людей з різними захворюваннями, з різним генетичим набором, а також ймовірно, ідентифікують чутливі до вірусу гени для вибору кращого методу лікування. На першому етапі дослідження за участю Центру контролю за хворобами міста Хошиміна у двадцяти одужалих хворих провели секвенування геному коронавірусу.
У зв'язку з появою дельта-варіанту і швидким зростанням кількості випадків під час четвертої хвилі міністерство охорони здоров'я в липні 2021 року запровадило нову схему лікування. За даними міністерства, понад 80 % хворих мали низьку температуру, кашель і втому та одужали приблизно через тиждень; деякі були безсимптомними. У близько 20 % хворих спостерігались серйозні симптоми протягом 5-8 днів; після 7-10 днів важкого перебігу хворі без симптомів дихальної недостатності поступово одужували. Згідно з новою схемою, хворі без симптомів або з легкими симптомами будуть лікуватися в загальній палаті; тяжкохворі із загрозливими для життя станами потребували лікування у відділенні інтенсивної терапії. Будуть надаватися індивідуальні плани лікування, особливо у важких випадках. Після повернення додому, хворі повинні контролювати температуру тіла двічі на добу; якщо вона вище 38 °C два рази поспіль або у них є симптоми, вони повинні негайно повідомити про це медичний заклад. У серпні 2021 року міністерство схвалило використання ремдесивіру та розглянуло можливість затвердження фавіпіравіру.

### Новий штам вірусу
Новий штам коронавірусу SARS-CoV-2, що потрапив до В'єтнаму, має мутацію, яка збільшує його здатність до інфікування, що спричинило велику кількість нових випадків у другій хвилі епідемії. Міністр охорони здоров'я країни Нгуєн Тхань Лонг заявив, що цей новий штам потрапив до В'єтнаму з-за кордону. Епідемія цього штаму вірусу могла розпочатися ще в липні. До серпня Дананг пережив 4 цикли інфікування.
Базове репродукційне число у другій хвилі було від 5 до 6, тоді як у квітні цей показник складав від 1,8 до 2,2. Показник позитивних результатів осіб, які мали непрямий контакт з хворими на COVID-19, також вищий, ніж у попередній хвилі. Учені зазначають, що цей штам вірусу агресивний та здатний швидше спричинити перехід до важкого стану. Міністерство охорони здоров'я направило до Дананга найкращих експертів, які допомогли місту стримати поширення інфекції та швидко визначити джерело інфікування. Вони також передали геном нового штаму у світовий банк генів для порівняння. 4 серпня міністерство охорони здоров'я підтвердило, що штамом коронавірусу, який поширюється у В'єтнамі у другій хвилі, є штам D614G, який є домінуючою мутацією в цілому світі, та має вкрай агресивний перебіг, спричинюючи погіршення епідеміологічної ситуації та хаос в системі охорони здоров'я по цілому світу. За висновками дослідження, опублікованими Національною лабораторією в Лос-Аламосі, у хворих, інфікованих цією мутацією вірусу, в організмі накопичується більше вірусів, що спричинює більшу імовірність інфікування контактних осіб. У В'єтнамі було зареєстровано 10 штамів COVID-19: оригінальний штам Wuhan та Альфа, A.23.1 (з Руанди), Бета, B.1.222, B.1.619, варіанти Дельта, D614G, Епсилон і Омікрон.

### Реактивація інфекції
Неодноразово у В'єтнамі у хворих коронавірусною хворобою, які видужали, пізніше повторно виявляли позитивний аналіз на COVID-19. такі випадки траплялися і в інших країнах. зокрема в США, Південній Кореї та Китаї. На думку О Мюн Дона, керівника Центрального клінічного комітету з контролю за захворюваннями Південної Кореї, це не є випадком повторного інфікування, припускаючи, що у хворих, у яких виявлений повторний позитивний результат на коронавірус вже після виздоровлення, він виявився, швидше за все, у зв'язку з реакцією діаностичного набору на РНК з фрагментів мертвих вірусів, які можуть залишатися в організмі місяцями. Заступник міністра охорони здоров'я В'єтнаму Нгуєн Тхан Лон погодився з вищезазначеною думкою, припустивши, що ці хворі ще не повністю одужали, і вірус ще залишився у них в організмі, найімовірніше в клітинах слизової оболонки легень. Згідно даних доктора Гао Яна, директора відділу інфекційних хвороб Народної лікарні Пекінського університету, ці хворі є менш заразними.
Міністерство охорони здоров'я В'єтнаму скоротило домашній карантин у квітні 2021 року до 7 днів, оскільки не реєструвало зараження населення від рецидивних випадків. Раніше обов'язковий карантин для іммігрантів становив 14 днів в ізоляції та 14 днів вдома. У липні 2021 року, після 400 зареєстрованих рецидивів, міністерство не зафіксувало жодного випадку місцевої передачі вірусу від цих хворих, та скасувало правила карантину для рецидивних хворих та їх контактів.

### Обстеження

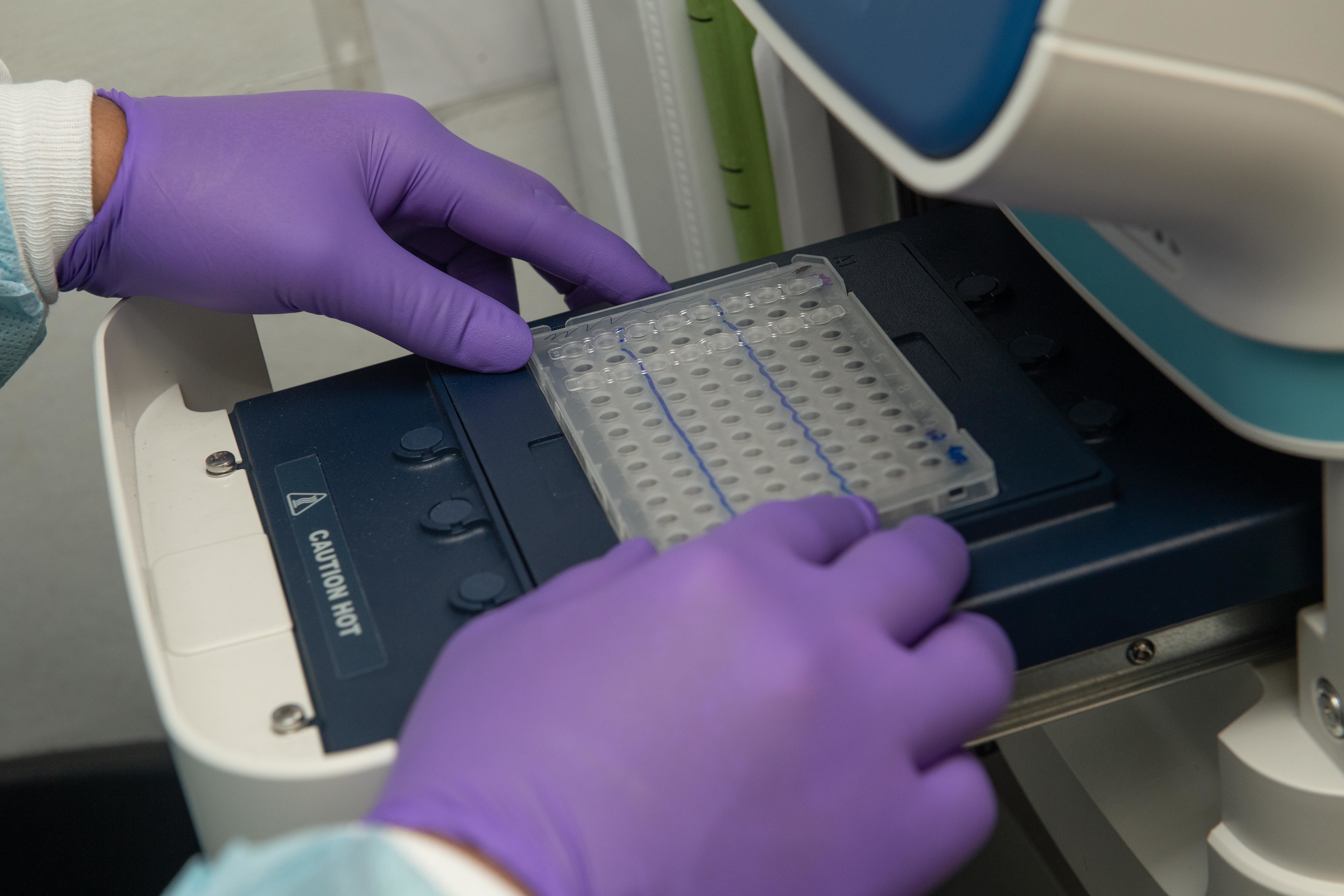
Завантаження зразків для ПЛР-обстеження на коронавірусну інфекцію.

Станом на 18 березня у В'єтнамі розроблено два набори для обстеження на коронавірусну інфекцію. 3 березня Донг Ван Куєн, керівник дослідницької групи та заступник директора Інституту біотехнологій В'єтнамської академії наук і технологій, повідомив, що їх дослідницька група розробила діагностичний набір для обстеження на COVID-19, заснованому на технології ПЛР зі зворотною транскрипцією. За два дні міністерство науки та технологій В'єтнаму повідомило про розробку та виготовлення діагностичного набору для виявлення нового коронавірусу, які здійснили військово-медична академія В'єтнаму та АТ «Viet A Technology». Цей набір пройшов випробування на точність, специфічність та чутливість у лабораторіях військово-медичної академії та АТ «Viet A Technology». За результатами випробувань підтверджено, що цей діагностичний набір за своїми діагностичними властивостями еквівалентний діагностичному набору, створеному у співпраці Центрами з контролю та профілактики захворювань у США та ВООЗ. Під час незалежних тестувань набору у в'єтнамському інституті епідеміології та гігієни встановлено, що цей діагностичний набір сумісний з 5 видами медичних діагностичних приладів, та дає 100 % точні результати обстежень. Час встановлення результату дослідження становить близько 2 годин.
Після того, як діагностичний набір отримав ліцензію міністерства охорони здоров'я В'єтнаму, його замовили для використання 20 країн світу. На 17 березня 2020 року першими 4 країнами, які отримали цей набір, стали Малайзія, Іран, Фінляндія та Україна.
У серпні 2020 року міністерство охорони здоров'я схвалило тест «GeneXpert», який використовується в'єтнамською мережею профілактики туберкульозу з 2012 року, для тестування на COVID-19. Директор Національної легеневої лікарні в Ханої Нгуен В'єт Нхунг сказав, що тест схожий на ПЛР і дає точні результати за 35–45 хвилин на COVID-19 і туберкульоз. Розроблялися плани щодо розширення тестування за допомогою «GeneXpert» у 42-46 легеневих лікарнях по всій країні. У травні 2021 року у В'єтнамі було 180 лабораторій, здатних проводити тестування на COVID-19 за допомогою ПЛР зі зворотнною транскрипцією із потужністю 238 тисяч тестів на день. Представники охорони здоров'я були готові розширити можливості тестування на більше лабораторій лікувальних закладів, включаючи провінційні та військові госпіталі. Під час спалаху у Хайзионгу замість масового тестування використовувалося випадкове тестування домогосподарств і стаціонарних хворих, а також цільове тестування груп високого ризику.

### Вакцинація
Після схвалення вакцини Oxford–AstraZeneca проти COVID-19 30 січня 2021 року вакцинація почалася 8 березня з метою вакцинації 80 % населення до червня 2022 року. Вакцину «Спутник V» схвалили 23 березня 2021 року. Вакцину Sinopharm BIBP схвалили для екстреного використання 4 червня 2021 року, а вакцини Pfizer–BioNTech, Moderna та Janssen були схвалені 12 червня 29 червня і 15 липня відповідно. В'єтнам схвалив вакцину ABDALA від кубинського Центру генної інженерії та біотехнології 18 вересня та Коваксин від «Bharat Biotech» 10 листопада 2021 року.
Кампанія імунізації є наймасштабнішою у В'єтнамі за всю історію — було введено понад 150 мільйонів доз вакцини. Хоча країна запобігла масштабному поширенню хвороби та тримала спалахи під контролем, її програма вакцинації проти COVID-19 вважається повільнішою, ніж у більшості азійських країн. Станом на 12 березня 2022 року у В'єтнамі було введено 200179247 доз вакцини, а до 13 березня в країну надійшло 221807484 дози вакцини. 7 травня 2021 року у В'єтнамі зареєстрували першу смерть людини, щепленої вакциною AstraZeneca: жінки, 35-річного медичного працівника в провінції Анзянг.
У липні 2021 року міністерство охорони здоров'я дозволив змішувати першу та другу дози вакцин Oxford-AstraZeneca та Pfizer-BioNTech за згодою пацієнтів, якщо поставки вакцин обмежені. 8 вересня 2021 року В'єтнам дозволив щепленими вакциною «Moderna» отримати іншу другу дозу через відсутність цієї вакцини. Міністерство охорони здоров'я країни дозволило вакцинацію дітей віком від 12 до 17 років 14 жовтня 2021 року..

## Заходи уряду
| Етап                                 | Кількість випадків | Опис |
| ------------------------------------ | ------------------ | --- |
| Фаза 1 (23 січня — 25 лютого 2020)   | 16                 | Зафіксовані випадки хвороби переважно в осіб, які відвідували Китай |
| Фаза 2 (6 — 19 березня 2020)         | 69                 | Хвороба поширилась по всьому світу, повідомляється про низку випадків, завезених з інших країн, проте ще не складає труднощів відстеження випадків хвороби та ізоляція хворих.                                                                               |
| Фаза 3 (20 березня — 21 квітня 2020) | 183                | Початок масової внутрішньої передачі вірусу в країні, виникнення численних кластерів захворювання в районах з високою густотою населення. Джерело інфекції у частини хворих може не відстежуватися.                                                          |
| Фаза 4 (22 квітня 2020 — триває)     | 87                 | Навіть після того, як розпочала зменшуватися частота внутрішньої передачі вірусу, керівники охорони здоров'я країни застерігають щодо можливості початку другої хвилі захворювання унаслідок завезення інфекції до країни особами, які прибули з-за кордону. |

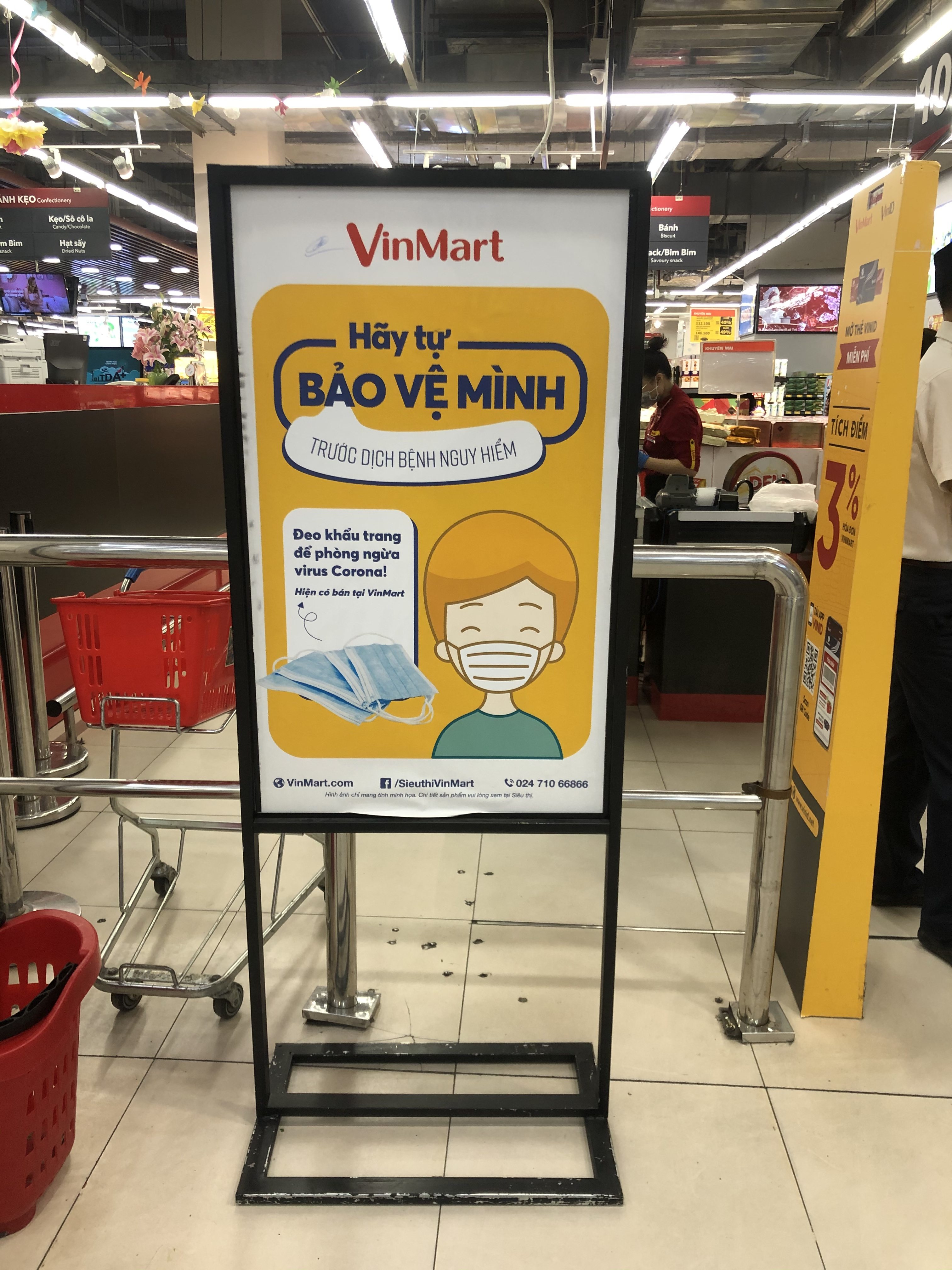
З 16 березня 2020 року уряд В'єтнаму видав розпорядження про обов'язкове перебування в масках у громадських місцях задля захисту як самих громадян, так і оточуючих.

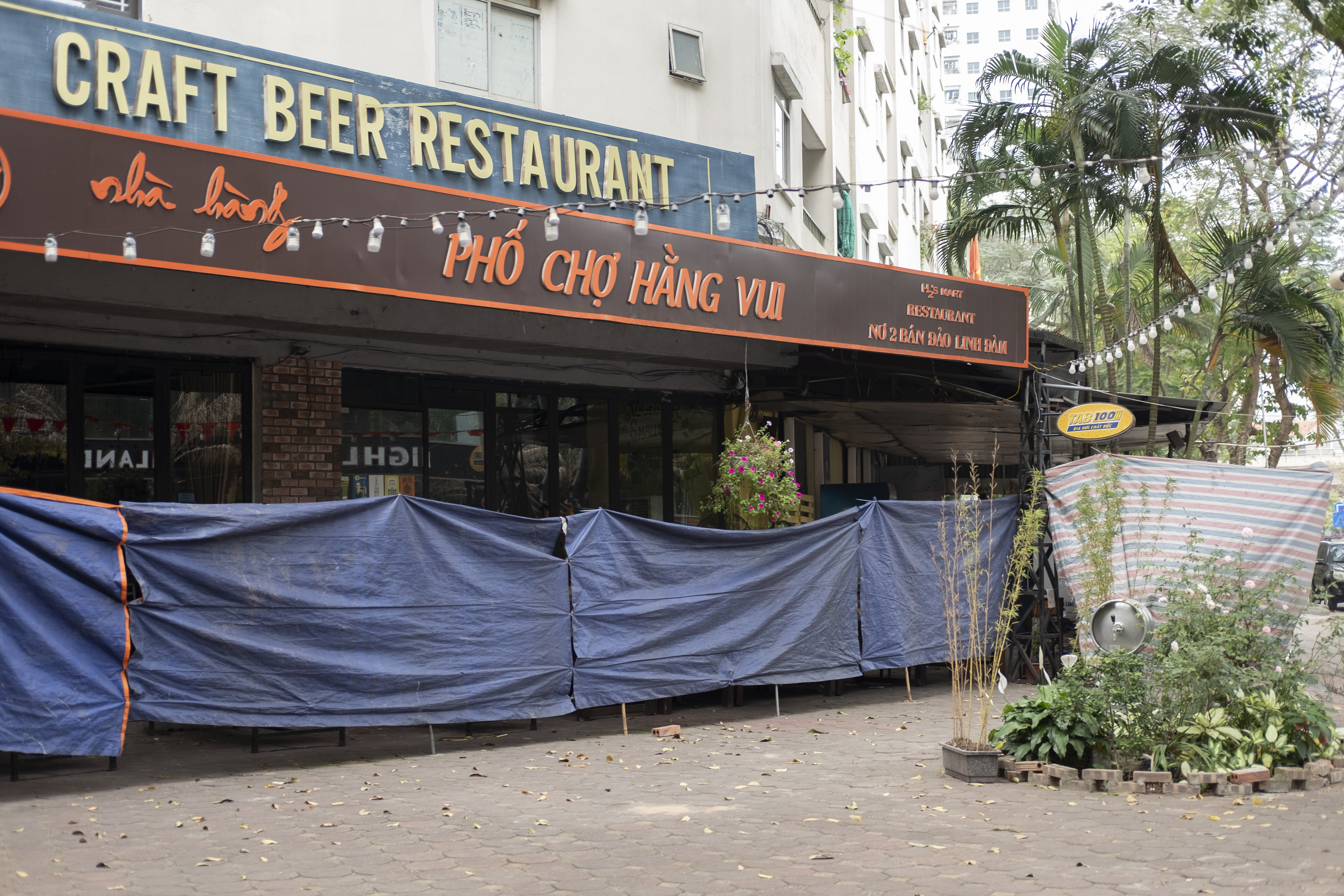
Після того, як уряд В'єтнаму встановив загальнодержавний карантин, більшість громадських закладів, зокрема школи та ресторани, повинні були закрити до 15 квітня 2020 року.

В'єтнам розпочав підготовку до можливої епідемії коронавірусної хвороби ще в середині грудня 2019 року. Прем'єр-міністр В'єтнаму Нгуен Суан Фук наказав вжити заходів щодо запобігання поширення та протидії розповсюдженню хвороби у В'єтнамі,, а також попередити громадян В'єтнаму про небезпеку відвідування місцевостей, де фіксуються випадки коронавірусної хвороби. Заступник міністра охорони здоров'я країни До Сюань Туєн повідомив, що уряд В'єтнаму розглядає можливість закриття кордону з Китаєм як необхідний захід задля запобігання проникненню віруса COVID-19. За даними представника ВООЗ у В'єтнамі Кі Дон Парк, перші тренувальні заняття щодо оцінки ризику поширення коронавірусу в країні проведене у В'єтнамі ще в середині січня 2020 року, коли лише з'явились повідомлення про перші випадки хвороби в Китаї. 24 січня, за два дні після виявлення першого випадку хвороби в країні, адміністрація цивільної авіації країни скасувала всі рейси як до, так і з Уханя.
У лютому 2020 року міністерство освіти В'єтнаму призупинило навчання у всіх учбових закладах країни до кінця березня у відповідності до проведення карантинних заходів по всій країні. Згодом призупинення навчання в учбових закладах продовжили до середини квітня до подальших розпоряджень. Для запобігання поширенню інфекції у країні прийняті досить агресивні методи, зокрема сувора ізоляція на 14 днів усіх контактних осіб із забороною будь-якого контакту з іншими особами (за оцінками деяких експертів, цей період міг становити від 20 до 40 діб), до заходів з патрулювання та нагляду за дотриманням карантину залучаються підрозділи Народної Армії В'єтнаму.

### Загальнодержавний карантин
31 березня уряд В'єтнаму розпорядився провести загальнодержавний карантин терміном 15 діб з 1 по 15 квітня 2020 року. З 16 квітня місцевим авіаліалініям дозволено збільшити кількість внутрішніх авіарейсів, подальше збільшення кількості авіарейсів відбулося 23 квітня, пізніше й 29 квітня.
23 квітня 2020 року уряд країни знову послабив карантинні вимоги, дозволивши відкрити заклади сфери послуг, які не мають життєво необхідного значення, у тому числі ресторани. За кілька днів дозволено поновити навчання у школах, терміни поновлення навчання встановлюються відповідно від епідситуації в провінціях та містах.
Уряд В'єтнаму залишив у силі розпорядження щодо обов'язкового 14-денного карантину всіх осіб, які прибувають до країни з-за кордону. 23 квітня поновлено план щодо повернення громадян В'єтнаму з-за кордону на батьківщину, початково для цього заплановано 13 авіарейсів. Зокрема, серед цих авіарейсів був перший прямий авіарейс авіакомпанії «Vietnam Airlines» з В'єтнаму до США 7 травня.
З 9 травня у країні знову відкрились кінотеатри. 11 травня уряд В'єтнаму розпочав загальнонаціональну туристичну кампанію «В'єтнамська подорож у В'єтнам», щоб збільшити внутрішній попит на туристичні послуги.

### Карантин у Данангу
У кінці липня у В'єтнамі знову склалась небезпечна епідеміологічна ситуація після того, як уряд підтвердив внутрішню передачу коронавірусу в десятків людей у Дананзі або неподалік від нього, що стало першим таким випадком у країні з квітня.
27 липня в'єтнамський уряд ухвалив рішення про початок евакуації 80 тисяч осіб з Данангу. Представники уряду повідомили, що цей процес займе чотири дні, за цей час місцеві авіакомпанії будуть здійснювати близько 100 рейсів на день до 11 міст країни.
Того ж дня муніципальний народний комітет Дананга оголосив про встановлення в місті обмежень, які будуть діяти 15 днів, починаючи з 28 липня. До карантинної зони входили 6 районів міста, в яких проживало більше мільйона мешканців, яким настійно рекомендовано залишатися вдома, та виходити на вулицю лише у випадку значної необхідності, зокрема задля покупки продуктів харчування чи ліків, пошук товарів або послуг першої необхідності, а також для надання невідкладної медичної допомоги. Віс освітні заклади, а також другорядні служби в місті були закриті. Введено обов'язкове одягання захисних масок на вулиці або в приміщеннях із скупченням людей, жителям міста наказано якнайчастіше мити руки з милом або обробляти руки спиртовмісними дезинфікуючими засобами. Зібрання на вулиці більш ніж дві особи заборонені, мінімальна дистанція між людьми — 2 метри. Усі види громадського транспорту були зупинені, пересування особистого транспорту поставлено під жорсткий контроль. Департамент охорони здоров'я Дананга зобов'язали негайно організувати епідеміологічне розслідування, відстеження контактів у районах, пов'язаних із підтвердженими випадками, та провести масові обстеження для раннього виявлення джерел інфекції та випадків хворих з високим ризиком смерті від COVID-19.
Останнім районом, який помістили під карантин о 13:00 28 липня, став сільський район Хоаванг. 31 липня карантин введено також у сусідньому місті Хоян, у якому щонайменше у 4 осіб підтверджено позитивний результат на COVID-19. Окрім цього, владні структури вирішили накласти жорсткий карантин на 4 основних лікувальних заклади міста та околиць: міську лікарню Дананга С, міську лікарню Дананга, міську ортопедично-реабілітаційну лікарня Дананга, та міську лікарню Хояна, до яких поступали хворі, в яких пізніше підтверджено діагноз коронавірусної хвороби.
27 липня міністерство транспорту В'єтнаму видало розпорядження щодо обмеження транспортного сполучення з Данангом та обмеження руху транспорту в місті. Згідно цього розпорядження опівночі цього ж дня закривається міжнародний аеропорт Дананга. Увесь громадський транспорт у місті, у тому числі туристичні автобуси, таксі та міський автомобільний транспорт, повинен припинити роботу, за винятком автомобілів невідкладних та аварійних служб, та автомобілів органів міської влади, а також автомобілі з перевезення життєво необхідних вантажів. Будь-який автомобіль, який проїздить через Дананг, не має права брати або висаджувати там пасажирів. В'єтнамська залізниця отримала вказівку призупинити рух поїздів через станцію Дананг та зупинку на ній. Потяги з півдня на північ В'єтнаму через усю країну курсують далі, але без зупинки в Дананзі. Морське пасажирське сполучення, як на кораблях, так і поромне сполучення, з Данангом також забороняється. Повітряні транспортні засоби, кораблі та автомобілі, які доставляють життєво важливі вантажі, не підпадають під дію цього розпорядження.
12 серпня в Дананзі продовжено режим соціального дистанціювання ще на два тижні, оскільки в місті спостерігаються нові випадки хвороби та не спостерігається тенденції до зменшення їх кількості. міська влада також випустила спеціальні купони для розрахунків у магазинах, кожна сім'я повинна отримати по 5 купонів на 15 днів. Цей захід запроваджено для уникнення скупчення людей на ринках.

#### Тимчасова польова лікарня

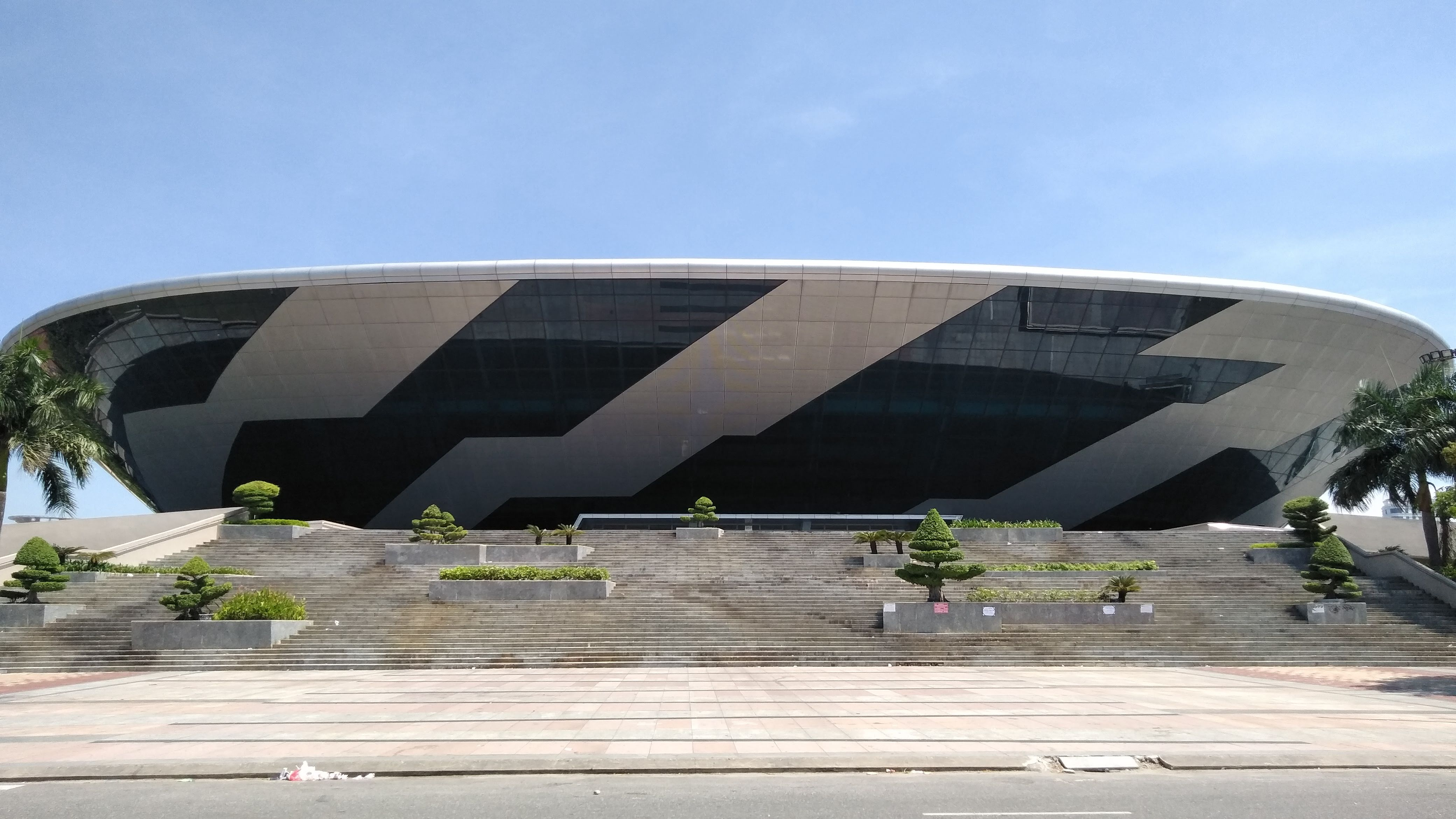
Спортивний центр Тяньсон до перетворення на польову лікарню для хворих на COVID-19.

31 липня дананзький міський комітет Комуністичної партії В'єтнаму повідомив, що ухвалено рішення про використання спортивного комплексу Тяньсон у міському районі Хайчау як тимчасової польової лікарні для розвантаження міських лікарень, яким стало важко справлятися з постійним зростанням кількості хворих з COVID-19 у місті. Цей спортивний центр має площу 10 тисяч м², і на його території можна розмістити до 2000 ліжок для хворих. На своєму засіданні міський партійний комітет також вирішив використовувати спортивний комплекс військового з'єднання, дислокованого в Дананзі, як складу для зберігання засобів першої необхідності та медичного обладнання, необхідних для запобігання поширення та контролю за поширенням хвороби.
Керівник народного комітету Дананга Хюйн Дук Тхо заявив, що ситуація з поширенням COVID-19 у місті та околицях є дуже небезпечною, і що для боротьби із спалахом захворювання необхідні рішучі та жорсткі заходи. Міський комітет Комуністичної партії В'єтнаму дав розпорядження міській владі терміново закупити для міста необхідне медичне обладнання, включно з апаратами штучної вентиляції легень, апарати для екстракорпоральної мембранної оксигенації, захисні костюми та медичні маски.

### Економічне стимулювання і фінансова підтримка
10 квітня 2020 року уряд В'єтнаму ухвалив пакет фінансової підтримки на 1 трильйон в'єтнамських донгів (2,6 мільярдів доларів США) для безпосередньої фінансової підтримки громадян, які відчувають економічні труднощі внаслідок пандемії коронавірусної хвороби. Цю допомогу можуть отримати працівники, які не зуміли укласти необхідний для роботи трудовий договір, працівники з неповною зайнятістю, непрацюючі громадяни, які не отримюють виплат по безробіттю, підприємства, які втратили прибутки під час епідемії, працедавці, окремі домогосподарства, а також особи, які мають заслуги перед державою. Проте виплата пакетів у зв'язку з низкою причин часто затримується або виплата проводиться зі значними перешкодами.

### Кібератаки на Китай

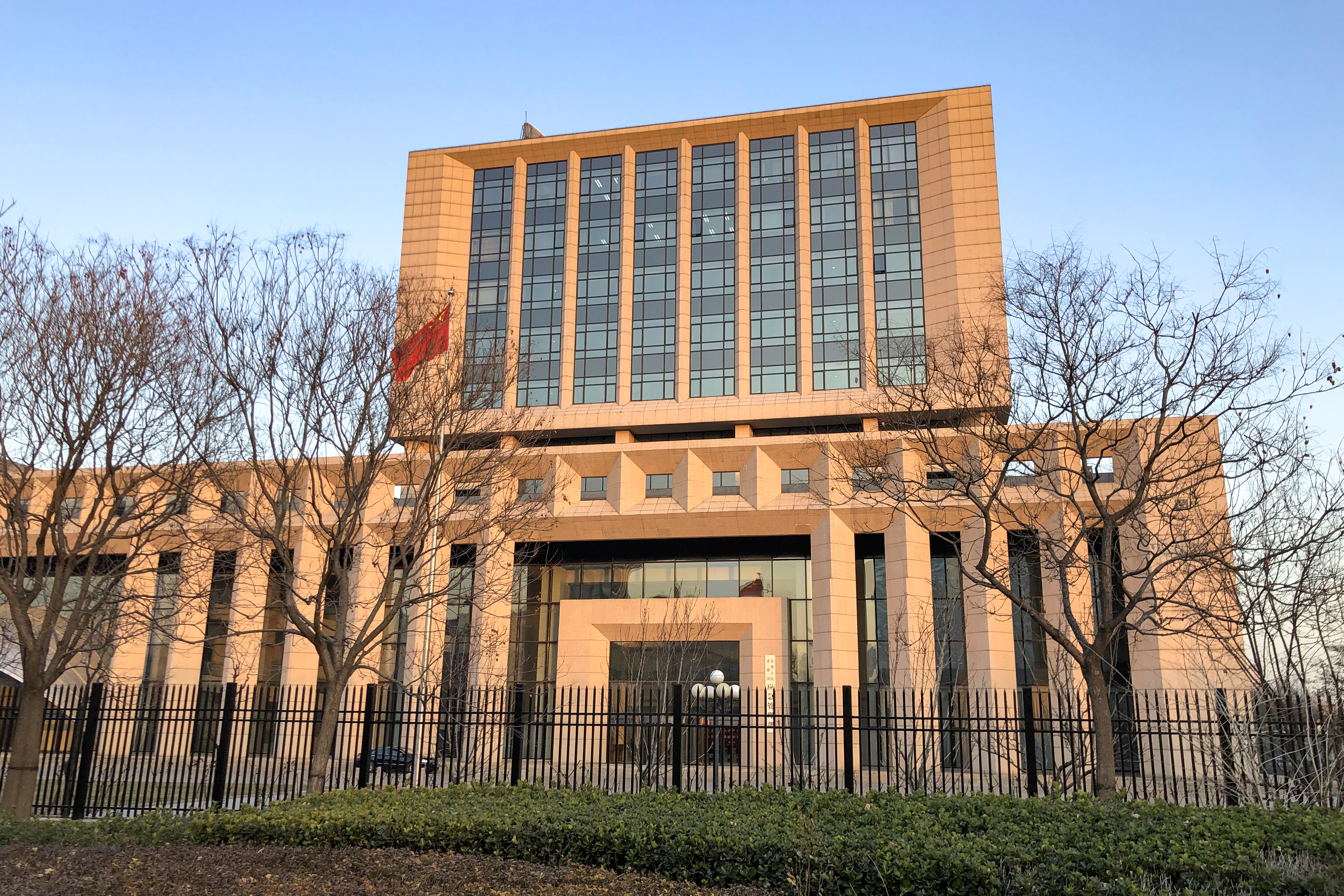
Будівля міністерства з надзвичайних ситуацій Китаю в Пекіні

За повідомленням агентства «Рейтер», хакерська група APT32, яку згідно частини джерел підтримує уряд В'єтнаму, також відома як «OceanLotus» або «Cobalt Kitty», намагалася зламати особисті та робочі акаунти електронної пошти співробітників міністерства з надзвичайних ситуацій Китаю та міської влади Уханя, який став епіцентром пандемії COVID-19. Цю групу звинувачували також у компрометації урядів, підприємств та закладів охорони здоров'я інших країн, під час намагань незаконного пошуку інформації про боротьбу з новою інфекційною хворобою. Офіційні особи В'єтнаму заявили, що повідомлення про те, що уряд країни підтримував хакерську групу APT32 в намаганнях викрасти інформацію про COVID-19 з Китаю, безпідставними. Офіційний представник міністерства закордонних справ країни Нго Тоан Тханг назвав цю інформацію безпідставною, та заявив, що В'єтнам завжди у категоричній формі забороняв проведення кібератак організацій та приватних осіб у будь-якій формі.

## Реакція суспільства

### Ксенофобія
Видання «Asia Times» повідомило, що на частині в'єтнамських готелів та мотелів вивісили оголошення, що гості з Китаю небажані, а частина в'єтнамців у мережі Інтернет розпочали вимагати закриття усіх пунктів пропуску на в'єтнамсько-китайському кордоні. Подібні оголошення про небажання приймати клієнтів з Китаю помічені перед магазином на острові Фукуок та рестораном у Данангу. Повідомляється, що жителі Південної Кореї проходили тестування через широке поширення COVID-19 у Південній Кореї, яка має розвинуту торгівлю з В'єтнамом. Коли ксенфобія почала отримувати більше висвітлення в новинах і соціальних мережах, уряд В'єтнаму оголосив, що штрафуватиме тих, хто відмовляється обслуговувати іноземців, і створив гарячу лінію для допомоги та повідомлення про порушення.
Ксенофобія виявилася також у використанні китайських вакцин. Провідний аналітик компанії «Control Risks» Нгуєн Фуонг Лінь сказав, що дипломатія Китаю щодо вакцини зазнала невдачі щодо В'єтнаму насамперед через антикитайські настрої. В'єтнамські лідери мають сильну громадську підтримку, яку вони не хотіли б втратити, використовуючи китайські вакцини для більшості населення. Нгуєн Фуонг Лінь також сказав, що з початку пандемії у В'єтнамі часто повідомлялося про те, що вірус походить із Китаю, і відтоді антикитайські настрої, які вже були сильними, не показали ознак ослаблення. Однак у червні 2021 року В'єтнам схвалив вакцину Sinopharm BIBP для екстреного використання та отримав пожертву в 500 тисяч доз від Китаю. Місто Хошимін отримало 5 мільйонів доз вакцини Sinopharm як частину корпоративної пожертви наприкінці липня 2021 року, що викликало негативну реакцію громадськості. Ле Донг Хай Нгуєн, економіст Джорджтаунської школи дипломатичної служби, припустив у «The Diplomat», що фіаско з китайською вакциною може бути рекламним трюком.у якому уряд В'єтнаму використав антикитайські настрої, щоб покращити сприйняття вакцини AstraZeneca суспільством: «Подібно до того, як стоячи поруч із менш привабливим другом, ви виглядаєте краще, стратегія В'єтнаму ненадовго включити китайські вакцини у свій пул вакцин може просто бути спробою зробити вакцину AstraZeneca трохи привабливішою». Ле написав, що багато в'єтнамців були готові чекати на вакцини Pfizer і Moderna замість вакцини AstraZeneca через побоювання щодо утворення тромбів, що могло «серйозно зірвати і без того мляву кампанію вакцинації у В'єтнамі» (залежну від вакцини AstraZeneca).

### Благодійність
Допомогу для бідніших шарів населення країни організовували не лише державні органи, а й низка спонсорів. Зокрема, спонсори забезпечували доставку води та їжі для бідних, а також забезпечували проведення інших заходів для допомоги бідним, зокрема «рисові банкомати» і безкоштовні покупки в супермаркеті. Ця допомога дала вагомий внесок у допомогу найменш забезпеченим верствам населення країни під час пандемії коронавірусної хвороби. У боротьбу з пандемією долучилися кілька бізнесменів і знаменитостей. На зустрічі 20 березня 2020 року з представниками Комітету Вітчизняного фронту В'єтнаму міста Хошимін мільярдер Джонатан Хан Нгуєн пообіцяв пожертвувати 30 мільярдів донгів; 25 мільярдів донгів було витрачено на медичне обладнання, і він також пожертвував супермаркет площею 5 тисяч квадратних метрів для використання як ізолятора.
Заступник голови Державного комітету у справах закордонних в'єтнамців Луонг Тхань Нгі сказав, що коли розпочалася епідемія в Китаї та інших країнах Азійсько-Тихоокеанського регіону, закордонні в'єтнамці у Східній Європі закупили майже 80 тисяч медичних масок, сотні стерильних пляшок з водою, захисний одяг і хірургічні рукавички для комуни Лой у провінції Віньфук і низки лікарень у Ханої. У серпні 2020 року компанія Vingroup (найбільша корпорація В'єтнаму) передала міністерству охорони здоров'я 3200 апаратів штучної вентиляції легенів і реактиви для 100 тисяч ПЛР-тестів.
Наприкінці травня 2021 року прем'єр-міністр Фам Мінь Тінь наказав урядовим установам і міністерствам створити фонд вакцин із запасом грошей та доз вакцини для закупівлі вакцин з-за кордону та підтримки виробництва вітчизняних вакцин. Хоча уряд заявив, що має намір забезпечити 150 мільйонів доз вакцини в 2021 році (щеплення 70 % населення вартістю 1,1 мільярда доларів США), у бюджеті на закупівлю вакцин було виділено лише 630 мільйонів доларів. До 10 червня понад 253 тисячі компаній, банків і фізичних осіб пообіцяли внести до фонду 179 мільйонів доларів. За даними міністерства фінансів країни, ще 140 мільйонів доларів доклав бізнес. Повідомлялося, що жителі Ханоя були змушені робити внески до фонду.

### Відмови від самоізоляції
Хоча владні структури В'єтнаму здійснили необхідні обмежувальні заходи для запобіганню поширення інфекції, проте частина громадян країни не дотримувалися карантину, або приховували симптоми хвороби, й ці дії часто мали серйозні наслідки для решти суспільства. Найбільше розголошення та невдоволення в суспільстві отримало збільшення кількості інфікувань серед мусульманської громади країни, які є членами релігійного руху Джамаат Табліг, та брали участь у богослужінні в мечеті Шрі Петалінг у Малайзії, частина з яких не дотримувалися вимог карантину, та після повернення відвідували мусульманські богослужіння в місті Хошимін, наслідком чого був спалах неприязні до мусульман у країні, лунали навіть заклики, навіть серед відомих і авторитетних в'єтнамців, до ув'язнення усіх мусульман.
Повідомлено, що 28-річний працівник Vietnam Airlines порушив протоколи самоізоляції, вийшовши на вулицю та відвідавши університет, та заразив друга (який заразив інших осіб).
21 серпня 2021 року в індустріальному парку «South Tân Uyên» спалахнули бунти, учасники яких стверджували про поганий урядовий контроль за епідемією. 6 вересня 28-річного чоловіка засудили до 5 років ув'язнення та оштрафували на суму, рівнозначну 630 фунтів стерлінгів, за порушення обмежень щодо COVID-19 та поширення коронавірусу.

### Шахрайство
3 березня 2020 року під час рейду правоохоронних органів у районі Танфу в Хошиміні виявлено склад, на якому зберігалися 1 мільйон захисних масок невідомого походження. У цей час виявлено також низку інших випадків виготовлення, зберігання або продажу масок невідомого походження в Анзянгу, Лангшоні, Каобангу та Куангніні, низці осіб пред'явлені звинувачення. Зафіксовано випадки виготовлення масок без належних дозволів, незаконного вивезення товарів медичного призначення за кордон, продаж використаних або списаних захисних масок населенню.
17 квітня під час засідання комісії із боротьби та контролю з поширенням коронавірусної хвороби міста Ханой голова міського народного комітету Нгуєн Дук Чунг повідомив, що відділ з питань економічних, корупційних злочинів та контрабанди міністерства громадської безпеки розслідує діяльність деяких працівників ханойського центру з контролю за хворобами у процесі закупівлі за державні кошти апарату для діагностики COVID-19. 22 квітня слідчі органи встановили, що Нгуєн Нхат Кем, директор Ханойського центру з контролю за хворобами, та кілька інших співробітників центру підняли ціну за проведення тестів на COVID-19, встановивши ціну за ПЛР у режимі реального часу втричі більшою за дійсну вартість. Після виявлення цього факту слідчі вирішили арештувати Нгуєн Нхат Кема та шістьох його спільників за звинуваченням у шахрайстві при проведенні тестів на COVID-19. За цим звинуваченням їм загрожує до 20 років тюремного ув'язнення.

### Інцидент з відео на YTN News
24 лютого в Дананг авіарейсом прибула група з 20 осіб з південнокорейського міста Тегу, який став епіцентром поширення коронавірусної хвороби в Південній Кореї. Після прибуття до В'єтнаму частина пасажирів рейсу відмовилась знаходитись на самоізоляції, яку їм рекомендували дотримуватися представники місцевої влади, після чого їх розмістили в місцевій пульмонологічній клініці до посадки на зворотній авіарейс до Південної Кореї, який наступного дня організував та оплатив уряд В'єтнаму.
Після того, як низка пасажирів цього рейсу поскаржились на умови перебування у в'єтнамській карантинній зоні, телеканал YTN опублікував суперечливе повідомлення про те, що корейських громадян утримували в неналежних умовах. Особи, які з'являлись у цьому відеосюжеті, скаржились, що буцімто їх утримували в закритій кімнаті без симптомів інфекційних хвороб, та не забезпечували належним харчуванням. У цьому сюжеті також розкритикована невеликі кімнати для ізоляції людей, в яких утримувались 2—3 особи.
Відразу ж після трансляції та розміщення відео на YouTube з цим репортажем, до телеканалу YTN розпочали надходити скарги від в'єтнамських користувачів Інтернету. Частина з них вимагали від південнокорейського каналу вибачень за публікацію неправдивої інформації. Під тиском в'єтнамських користувачів південнокорейський телеканал вимушений був 2 березня на своєму офіційному сайті опублікувати заяву про вибачення за цей інцидент. У своїй заяві телеканал YTN підкреслив, що телеканал буде повідомляти виключно правдиві новини та захищати громадян Південної Кореї, проте одночасно заяви каналу будьть робитися більш обережно, щоб уникнути непорозумінь, особливо коли йдеться про різницю в культурі різних народів.

## Оцінки заходів

### Стратегія

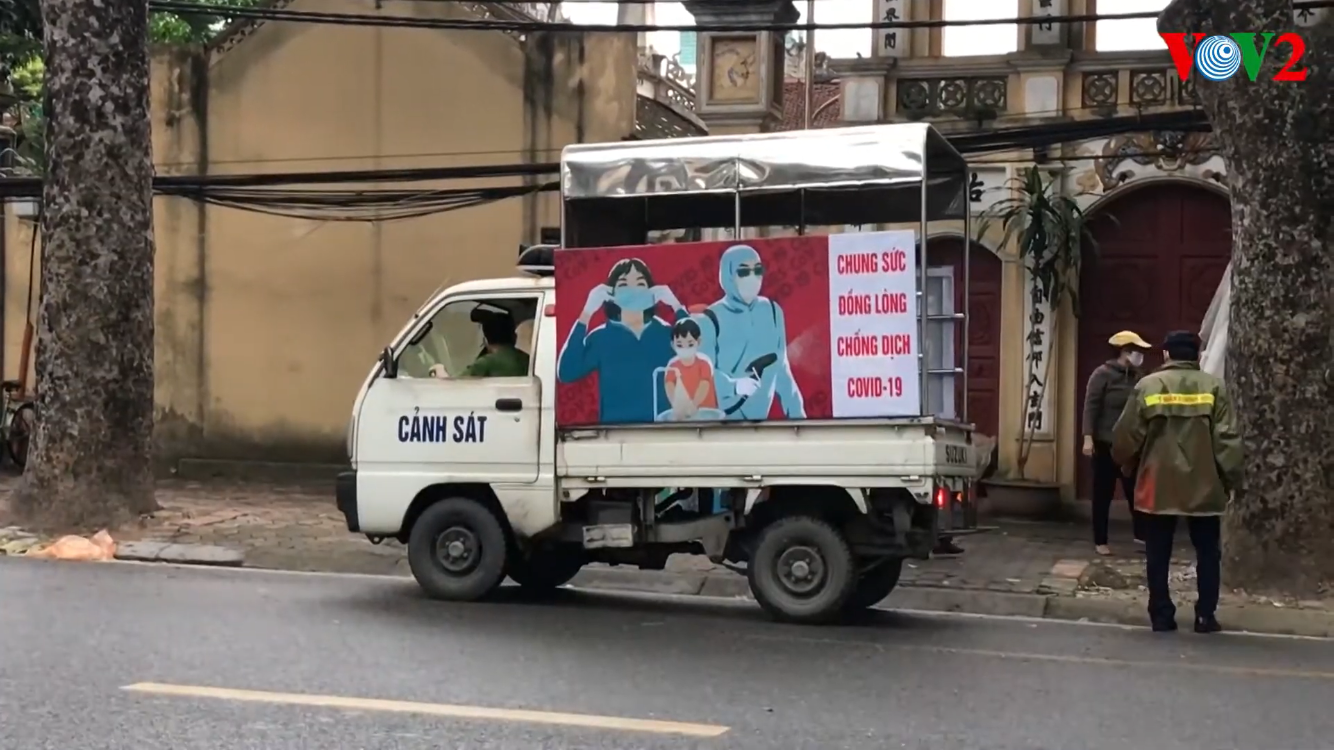
Поліцейська машина з пропагандистським банером про боротьбу з COVID-19 у Ханої.

Навіть у порівнянні з іншими вдалими стратегіями боротьби з епідемією коронавірусної хвороби, зокрема у Південній Кореї, Сінгапурі та Тайвані, у В'єтнамі до початку другої хвилі епідемії коронавірусної хвороби, зареєстровано набагато менше випадків хвороби, та не було жодного смертельного випадку хвороби, що нагадало про досягнення 2003 року, коли В'єтнам першим з країн подолав спалах тяжкого гострого респіраторного синдрому. За словами представника ВООЗ Кідонг Парк, заходи в'єтнамської влади у відповідь на епідемію були швидкими та активними, а перші оцінки ризику поширення хвороби були зроблені вже в січні після початку епідемії в Китаї. За словами професора Інституту Бернета Майка Тула, реакція В'єтнаму на епідемію була найшвидшою з усіх країн з-за меж Китаю. Він також зазначив, що В'єтнам ще на початку березня розробив три набори для тестування на коронавірус, у той час як у США їх ще не було жодного.
У зв'язку з неможливістю за економічними умовами проводити масові обстеження на коронавірус за прикладом Південної Кореї, В'єтнам реалізовував сувору 14-денну карантинну політику, та відслідковував контакти осіб, які були інфіковані вірусом, до четвертого рівня контакту. Зокрема, на початку квітня 45 тисяч осіб вимушені були піти на карантин у зв'язку з виявленням лише 240 інфікованих. Щоразу, коли з'являвся невелике скупчення інфікованих, у селі або місті встановлювався повний локдаун. Замість того, щоб покладатися на медицину та сучасні технології, за допомогою служби державної безпеки та Народної Армії В'єтнаму, владні структури В'єтнаму розгорнули в країні розгалужену систему державного нагляду. Видання «The Guardian» високо оцінило пропагандистські плакати В'єтнаму, що відображають дух війни та в'єтнамський націоналізм разом із пропагандою ранньої ізоляції та відстеженням осіб, які контактували з хворими, що допомогло В'єтнаму уникнути широкого поширення інфекції, як це сталось у європейських країнах. Всесвітній економічний форум висловлювався про боротьбу з епідемією коронавірусної хвороби у В'єтнамі наступним чином: «На відміну від інших багатих країн Азії, В'єтнам не здатний проводити широкомасштабні програми масових тестувань»; «Однопартійний національний механізм та потужні сили військової безпеки допомагають уряду швидко приймати рішення та швидко вводити їх у дію. В'єтнам також має розвинуту культуру спостереження за сусідами, які повідомляють місцеву поліцію, якщо вони підозрюють сусідів у якихось порушеннях. Щоправда, такий підхід не можна застосувати в західному суспільстві».
Низка аналітиків зазначають, що прозорість дій є ключовою відмінністю між заходами влади у В'єтнамі та Китаї, незважаючи на подібність соціалістичної системи в обох країнах. Більшість міжнародних експертів, які побували у В'єтнамі, відкидають скептицизм щодо дій влади країни, та повністю довіряють статистичним даним міністерства охорони здоров'я країни. Згідно даних професора Гая Твейтса, відділ клінічних досліджень Оксфордського університету в Хошиміні провів 20 тисяч незалежних тестувань на коронавірус, результати яких відповідали результатам, опублікованим урядом. Згідно даних досліджень, проведених агентством «Рейтер» 13 квітня, після поховальної церемонії у Ханої не спостерігалось аномального збільшення кількості померлих, також не спостерігалось збільшення кількості загиблих у дорожно-транспортних пригодах після введення обмеження руху транспорту. Хуонг Ле Ту, аналітик з Австралійського інституту стратегічної політики, посилається на повідомлення про смертельні випадки під час другої хвилі хвороби як на ще одну демонстрацію того, що нульовий рівень смертності на першому етапі не повинен був ставити під сумнів введення необхідних обмежувальних заходів. Учені з Хошимінського економічного університету Тріен Він Ле і Хай Квін Нгуєн підкреслювали відмінність в'єтнамської цензурної політики від цензурної політики в Китаї наступним чином: у В'єтнамі більшість населення може вільно користуватися великими міжнародними соціальними мережами, зокрема Facebook, у якій люди можуть як вільно ділитися інформацією, а також прямо чи опосередковано критикують урядову політику щодо коронавірусної хвороби. Хоча китайські ЗМІ повільно розкривали інформацію про таємничу пневмонію в Ухані, сумніви щодо кількості хворих у Китаї на ранніх стадіях були доступні для в'єтнамської інтернет-спільноти, що дозволило посилити відчуття необхідності запровадження запобіжних заходів. Анекдотично, що деякі вчені зазнавали серйозної критики, коли пропонували вважати, що маски для обличчя непотрібні, а коронавірус не настільки небезпечний, як сезонний грип у США.

### Критика
Незважаючи на досягнуті успіхи в боротьбі з епідемією коронавірусної хвороби, уряд В'єтнаму отримав велику порцію критики від антикомуністичних в'єтнамських емігрантів, які звинувачували уряд у недостатній активності та надмірній цензурі. Поширювалися чутки, включно з появою відеозаписів, що громадяни Китаю втекли до В'єтнаму з провінції Гуансі, що спричинило негативну реакцію громадськості на факти, що китайці можуть рятуватися від спалаху коронавірусу у В'єтнамі. Пізніше уряди В'єтнаму та Китаю спростували це повідомлення як фейкове. Агентство «Франс Прес» також визнало це повідомлення фейковим.
Частина осіб, які критикували дії уряду в період епідемії коронавірусу, були заарештовані за звинуваченням у поширенні завідомо неправдивої інформації. З січня до березня 2020 року правоохоронні органи країни здійснили цензурування близько 300 тисяч публікацій на сайтах новин та в блогах та 600 тисяч публікацій у соціальних мережах, у яких йшлося про перебіг епідемії коронавірусної хвороби. Протягом цих двох місяців правоохоронні органи країни здійснила обмежувальні заходи у 654 випадках поширення фейкових новин та наклала покарання на 146 осіб.
Верховний комісар ООН з прав людини Мішель Бачелет розкритикувала владу В'єтнаму за використання закону, що передбачають покарання за поширення фейкових новин з іншою метою, зокрема для стримування поширення дозволеної інформації, у тому числі відкриті суперечки та критику урядової політики, а також для обмеження свободи слова. за її словами, у В'єтнамі здійснювалися арешти за вираження невдоволення або ймовірне поширення неправдивої інформації через пресу та соціальні мережі.

## Міжнародні реакції

### Азійський банк розвитку
У грудні 2020 року Азійський банк розвитку оголосив, що надав В'єтнаму 600 тисяч доларів матеріальної допомоги. Це сприяло отриманню захисного обладнання вартістю 500 тисяч доларів США до Національної легеневої лікарні в Ханої та модернізації обладнання вартістю 100 тисяч доларів США в Оперативному центрі охорони здоров'я міністерства охорони здоров'я країни.

### Австралія
Міністр торгівлі, туризму та інвестицій Австралії Саймон Бірмінгем привітав В'єтнам за досягнення у боротьбі з епідемією коронавірусної хвороби. Він також подякував В'єтнаму за відновлення експорту рису, що допомагає країнам-імпортерам рису, включно з невеликими країнами Океанійсько-Тихоокеанського регіону, забезпечити свої потреби у продовольстві. Уряд Австралії пообіцяв поставити 1,5 мільйона доз вакцини AstraZeneca до В'єтнаму до кінця 2021 року.

### Чилі
Посол Чилі у В'єтнамі Хайме Чомалі заявив, що у В'єтнамі зареєстровано лише кілька нових випадків інфікування коронавірусом, незважаючи на велику кількість населення в країні, що свідчить про те, що прикладені зусилля з боротьби з поширенням коронавірусної хвороби у В'єтнамі дали переконливі результати. Він також висловив упевненість у швидшому відновленні економіки В'єтнаму у порівнянні з іншими країнами регіону.

### Китай
Під час телефонної розмови зі своїм в'єтнамським колегою Нгуєн Фу Чонг генеральний секретар Комуністичної партії Китаю Сі Цзіньпін сказав, що він «цінує результати запобігання та контролю епідемії COVID-19 у В'єтнамі, а також співпрацю та координацію між двома країнами у боротьбі з коронавірусом». У червні 2021 року 500 тисяч доз вакцини Sinopharm Vero Cell і понад 500 тисяч шприців (пожертвуваних китайським урядом) прибули до Ханоя.

### Чехія
26 липня 2021 року уряд Чехії оголосив, що надасть В'єтнаму 250 тисяч доз вакцини проти COVID-19. Прем'єр-міністр Чехії заявив, що хоча епідемія в Чехії продовжує бути складною, чеський уряд продовжуватиме підтримувати В'єтнам. Країна була готова надати країні 500 тисяч доз вакцини і наборів для експрес-тестів, закликавши інші європейські країни до подібної підтримки дозами вакцин AstraZeneca, Pfizer, Moderna та Sinopharm.

### Німеччина
У заяві, опублікованій на своїй сторінці у Facebook 14 квітня, федеральне міністерство закордонних справ Німеччини висловило вдячність і подяку за реакцію уряду та народу В'єтнаму на підтримку зусиль європейських країн у боротьбі з пандемією коронавірусної хвороби. До кінця вересня 2021 року Німеччина передала В'єтнаму 3,45 мільйона доз вакцини AstraZeneca і десятки тисяч медичних приладів.

### Угорщина
11 серпня 2021 року уряд Угорщини заявив, що передасть В'єтнаму 100 тисяч доз вакцини AstraZeneca і 100 тисяч наборів для експрес-тестів на антиген.

### Японія
Прем'єр-міністр Японії Сіндзо Абе заявив, що його уряд вирішив розподілити пакет допомоги для громадян для їх підтримки під час епідемії коронавірусної хвороби в розмірі 100 тисяч євро на особу, включно в'єтнамців, які проживають і працюють у Японії, та підтвердив продовження зусиль із забезпечення безпеки громадян В'єтнаму, які проживають у Японії. Уряди двох країн домовились продовжити тісну співпрацю з посиленням зв'язків між країнами на всіх рівнях. Сіндзо Абе підтвердив, що Японія запропонує другий пакет економічної підтримки для В'єтнаму для боротьби з епідемією коронавірусної хвороби та допомоги у відновленні економічного зростання. До серпня 2021 року Японія передала В'єтнаму майже 3 мільйони доз вакцини AstraZeneca.

### Польща
У серпні 2021 року уряд Польщі передав В'єтнаму понад 501 тисячу доз вакцини AstraZeneca|вакцини AstraZeneca, медичне обладнання та матеріали на суму 4 мільйони доларів.

### Росія
Прем'єр-міністр Росії Михайло Мішустін висловив підтримку позиції уряду В'єтнаму щодо продовження сприяння торгівлі між двома країнами під час пандемії коронавірусної хвороби. Він також високо оцінив дії влади В'єтнаму на спалах COVID-19, і подякував В'єтнаму за надання 150 тисяч захисних масок для обличчя для допомоги Росії у боротьбі з пандемією коронавірусної хвороби. Посол Росії у В'єтнамі Костянтин Внуков високо оцінив результати, досягнуті В'єтнамом у боротьбі з COVID-19, та висловив сподівання, що країни продовжать підтримувати одна одну в боротьбі з пандемією.

### Румунія
6 серпня 2021 року уряд Румунії оголосив, що почне передавати В'єтнаму 300 тисяч доз вакцини проти COVID-19.

### Південна Корея
Президент Південної Кореї Мун Чже Ін високо оцінив заходи, здійснені урядом В'єтнаму щодо стримування пандемії, та підтвердив, що Південна Корея готова ділитися досвідом та співпрацювати з В'єтнамом у боротьбі з пандемією та захисті населення від її наслідків.

### Швейцарія
Агентство «Swiss Humanitarian Aid» міністерства закордонних справ Швейцарії повідомило, що 12 серпня 2021 року з Цюриха було відправлено вантаж медичної допомоги. Вантаж вартістю 5 мільйонів швейцарських франків (5,4 мільйона доларів США) складалася з 13 тонн медичного обладнання (включаючи 30 апаратів ШВЛ, 500 тисяч наборів для тестування на антиген і 300 тисяч масок).

### Велика Британія
Посол Великої Британії у В'єтнамі Гарет Ворд висловив подяку за підтримку в'єтнамського уряду в репатріації британських громадян на батьківщину під час пандемії, та надання медичних засобів для допомоги Великій Британії у боротьбі з поширенням коронавірусної хвороби. У серпні 2021 року Велика Британія передало В'єтнаму 415 тисяч доз вакцини AstraZeneca.

### США
Посол США у В'єтнамі Даніель Крітенбрінк похвалив В'єтнам за швидку реакцію на епідемію. Американська делегація також похвалила В'єтнам за введені в країні карантинні заходи, та співпрацю з посольством В'єтнаму в США.. Метью Мур, представник Центрів з контролю та профілактики захворювань у США в Ханої, висловив велику впевненість у правильності дій в'єтнамського уряду під час епідемії.

## Вплив епідемії

### Соціальна взаємодія
Програма розвитку ООН (ПРООН) та Дослідницький інститут розвитку Меконгу (MDRI) у вересні 2020 року опитали 1335 в'єтнамців щодо їхньої думки та досвіду щодо реагування уряду на пандемію. Респонденти рішуче підтримали квітневе загальнонаціональне розпорядження про соціальне дистанціювання, при цьому 88 % високо оцінили його запровадження. 39 % сказали, що вони послідовно виконували розпорядження, а 12,2 % виконували його певною мірою або не підкорялися йому. 89 % респондентів сказали, що вони підтримують заходи уряду, спрямовані на порятунок якомога більшої кількості життів, навіть якщо це означало повільне економічне відновлення; у середньому по всьому світу 67 % сказали, що уряди повинні надавати пріоритет порятунку життів, а не відновленню економіки.
Опитування сінгапурського United Overseas Bank у січні 2021 року показало, що в'єтнамці були найбільш оптимістично налаштованими щодо свого майбутнього в Південно-Східній Азії, незважаючи на економічні та соціальні проблеми, пов'язані з пандемією. Приблизно 81 % респондентів у В'єтнамі сказали, що вони очікують, що життя повернеться в нормальне русло до кінця року, а 72 % вважали, що вони будуть фінансово краще забезпечені. Генеральний директор «UOB Vietnam» Гаррі Ло сказав з цього приводу: «Їхній оптимізм міг бути пов'язаний з успіхом В'єтнаму в подоланні кризи COVID-19, яка заклала міцну основу для відновлення економіки». Ще одна причина для в'єтнамського оптимізму може полягати в тому, що більшість виросла під час війни у В'єтнамі та наступного періоду дотаційної економіки.

### Робота та імміграція
Багато в'єтнамців працюють за кордоном, і багато в'єтнамських сімей залежать від грошових переказів від родичів, у 2019 році з-за кордону надійшло близько 17 мільярдів доларів США (за даними Світового банку), але очікувалося зменшення цієї суми на 7,6 % в 2020 році, що стало першим її падінням за 11 років. Бюро роботи за кордоном повідомило, що близько 54300 працівників виїхали з В'єтнаму на роботу за кордон за перші 11 місяців 2020 року, порівняно зі 148 тисяч у 2019 році. Директор Науково-дослідного інституту розвитку Меконгу Фунг Дук Тунг сказав, що найбільшою проблемою для працюючих за кордоном після повернення є втрата роботи через відсутність офіційної інформації про дати репатріації та урядовий план. Він сказав, що це призвело до психологічних проблем, депресії, песимізму, і був випадок самогубства, коли один із в'єтнамців повернувся до країни, маючи на увазі в'єтнамського водія, який покінчив із собою в карантинному закладі. Він допоміг групі громадян Китаю без документів, які, на його думку, зіткнулися з фінансовими проблемами, пов'язаними з пандемією, в'їхати в країну за 260 доларів на особу.
Суворі урядові карантинні заходи залишили багатьох громадян країни у складній ситуації за кордоном. Наприкінці квітня 2020 року Ханой організував чартерні репатріаційні рейси; близько 65 тисяч в'єтнамців було репатрійовано 235 рейсами. Однак попит перевищував пропозицію, і багато хто з в'єтнамців ризикував отримати кримінальне переслідування за незаконну спробу повернутися додому. Деякі нелегальні репатріанти отримали позитивний результат тесту на COVID-19 після тривалого проживання серед населення. У 2020 році прикордонна служба В'єтнаму затримала понад 31 тисячу нелегальних мігрантів, у тому числі 25 тисяч з Китаю; решта були з Лаосу та Камбоджі.

### Економіка

#### 2020 рік
Як і в більшості країн, економіка В'єтнаму значно постраждала внаслідок епідемії у зв'язку зі сповільненням росту економіки, зменшенням попиту на продукцію державних та приватних підприємств, спаду фондових бірж, та зменшення кількості туристів, унаслідок чого що сотні тисяч людей втратили роботу, та виживають переважно на допомогу по безробіттю. Проте економічне зростання В'єтнаму за очікуваннями буде вищим за середній показник в Азії на 2,2 %. Незважаючи на уповільнення економічної активності та зниження кількості інвестицій, спричинені пандемією, згідно з доповіддю Азійського банку розвитку темпи зростання ВВП В'єтнаму все ще залишаються одними з найвищих в Азійсько-Тихоокеанському регіоні.
Хошимінська фондова біржа, на основі якої формується національний показник ділової активності, втратила близько 30 % свого індексу у вартісному вираженні з початку року до кінця березня, досягнувши найнижчого рівня з січня 2017 року. За результатами опитування ради досліджень приватного економічного розвитку серед 1200 підприємств країни, 26,2 % компаній збанкрутують, якщо пандемія триватиме 6 місяців, майже 30 % втратять 20–50 % доходу, 60 % втратять більше половини доходу. В'єтнамське агентство промисловості заявило, що в переробній промисловості не вистачає сировини та компонентів (які переважно імпортуються з Японії, Китаю та Південної Кореї), що спричинює ризик зупинки роботи багатьох підприємств.
Міністерство праці, інвалідів та соціальних питань В'єтнаму повідомило, що кількість осіб, які подали заявку на отримання допомоги по безробіттю в травні 2020 року зросли на 44 % в річному обчисленні, та становила 157900 осіб. За перші п'ять місяців 26 тисяч підприємств у країні припинили свою діяльність. За оцінками міністерства, при найгіршому сценарії розвитку кількість працівників, які втратять роботу внаслідок пандемії, в другому кварталі 2020 року може сягнути 7,2 мільйона.
За даними головного статистичного управління В'єтнаму обсяг експорту досяг цифри 99,36 мільярдів доларів США, що на 1,7 % менше у порівнянні з аналогічним періодом минулого року. Вартість імпорту досягла 97,48 мільярдів доларів США, знизившись на 3 %, експорт В'єтнаму до ЄС та країн АСЕАН знизився відповідно на 12 % і 13,4 %.
Міжнародний валютний фонд прогнозував економічне зростання В'єтнаму в 2020 році на рівні 2,4 %. Глава місії МВФ Ера Дабла-Норріс заявила, що зростання країни було «одним з найвищих у світі завдяки її рішучим крокам щодо стримування медичних та економічних наслідків COVID-19». У В'єтнамській торговельній палаті заявили, що пандемія дала В'єтнаму можливість розвивати свою економіку, коли Японія, США, ЄС і Австралія, можливо, захочуть перевести частини своїх ланцюгів поставок з Китаю. Всеосяжна та прогресивна угода про Транстихоокеанське партнерство й угода про вільну торгівлю між Європейським Союзом і В'єтнамом мали допомогти країні диверсифікувати її економічні та торговельні відносини, створити сприятливі умови для в'єтнамського бізнесу та залучити інвестиції до пріоритетних галузей і секторів.

#### 2021 рік
Через побоювання, викликані спалахом у січні 2021 року в Хайзионзі і Куангніні, VN Index впав на 73,23 пункти (6,67 %; це була найгірша втрата за одну сесію з часів терактів 11 вересня. На фондовій біржі міста Хошимін (на якій базується індекс VN) 478 акцій втратили вартість, і в 20 вартість зросла. З 478 рекордних 276 акцій досягли мінімальної ціни (найнижчої ціни, яку вони могли впасти за торговий день). Індекс VN30 30 акцій біржі з найбільшою капіталізацією впав на 6,73 %, причому 29 акцій втратили і одна зросла. 28 із 29 акцій, що впали, впали до мінімальних цін.
За даними Головного статистичного управління В'єтнаму, кількість зайнятих працівників у першому кварталі 2021 року скоротилася на один мільйон (до 49,9 мільйона) порівняно з попереднім кварталом. У країні було 9,1 мільйона працівників віком від 15 років, які постраждали від пандемії. Понад півмільйона людей втратили роботу, 2,8 мільйона взяли неоплачувану відпустку, 3,1 мільйона скоротили робочий день, а 6,5 мільйона повідомили про зниження доходів; дві третини цих людей були у віці від 24 до 54 років. У першому кварталі було закрито 40300 компаній, що на 16 % менше, ніж у минулому році. Пандемія змінила робочі звички, спонукаючи до використання онлайн-інструментів; принаймні 78 тисяч працюючих сказали, що вони звернулися до технологічних рішень, щоб зберегти свої робочі місця.
Спалах у квітні 2021 року в південних провінціях ще більше порушив ланцюжки поставок. Локдауни перешкоджали роботі підприємств, втрачалися виробничі потужності. Два основних постачальники взуття для Adidas і Nike, тайванська «Pouchen» і південнокорейська «Changshin» (з 41 тисячами працівників) припинили роботу 14 липня 2021 року. Через 6 днів компанія «Feng Tay» (ще один тайванський виробник спортивного взуття, на частку якого припадала одна шоста частина річного обсягу продажів «Nike») закрив кілька заводів. За даними В'єтнамської асоціації текстилю та одягу, більше однієї третини швейних і текстильних фабрик країни було закрито, а рівень імунізації робочої сили в цьому секторі залишався дуже низьким через затримку в'єтнамським урядом закупівлі вакцини. У серпні текстильні підприємства зберегли хороші експортні можливості, але, очікувалося, що вони зіткнуться зі зниженням темпів зростання, починаючи з четвертого кварталу 2021 року.
У компанії Samsung, одного з найбільших роботодавців у В'єтнамі, виникли проблеми з виробництвом смартфонів, коли його постачальник обладнання для лиття під тиском припинив роботу. Поблизу міста Хошимін потужності компанії з виробництва приладів працювали на 50 %. Спалах порушив план перенесення виробництва Apple, Google, Amazon та їхніх основних постачальників із Китаю до В'єтнаму. Смартфон Google Pixel 6, як і раніше, буде вироблятися в Китаї, хоча Google планувала перенести виробництво в північний В'єтнам на початку 2020 року. План Apple перенести виробництво MacBook, AirPods і iPad до В'єтнаму також було відкладено. Виробництво розумних дверних дзвінків, камер безпеки та розумних колонок для Amazon було відкладено внаслідок спалаху хвороби в травні на півночі країни. Багато японських компаній хотіли репатріювати своїх співробітників із В'єтнаму, а флоридський бренд жіночого одягу «Chico's» і виробник гольфів «Callaway Golf» повідомили, що частину їхнього виробництва було перенесено в інші країни. У серпні 2021 року аналітичне агентство Nikkei Asia поставило В'єтнам на останнє місце за стійкістю після пандемії. Двомісячний карантин у Хошиміні (на який припадає 20 % ВВП В'єтнаму) підштовхнув багато підприємств до межі, коли майже вся економічна діяльність замерзла. З 21 тисячі підприємств, опитаних агентствами «Private Economic Development Research Board» та «VnExpress», 70 % закрилися (головним чином через перебої в ланцюжках поставок). Стурбованість спалахом Дельта-варіанту змусила десятки тисяч людей залишити свої робочі місця. Карантини поставили під загрозу становище В'єтнаму в глобальному ланцюжку поставок. За даними головного статистичного управління країни, валовий внутрішній продукт (ВВП) країни в третьому кварталі 2021 року впав на 6,17 % порівняно з попереднім роком.
На форумі 5 грудня 2021 року, на якому обговорювали плани відновлення економіки, заступник голови Центральної економічної комісії Нгуєн Тхань Фонг заявив, що без пандемії економіка В'єтнаму зросла б на 7 % у 2020 і 2021 роках. У 2020 році темпи зростання країни зросли на 2,91 %, а в 2021 році очікується зростання на 2,5 %. В'єтнамська економіка втратила близько 847 трильйонів донгів, що еквівалентно 37 мільярдам доларів.

### Безробіття
Згідно зі звітом Головного статистичного управління за грудень 2020 року, 32,1 мільйона осіб по всій країні постраждали від пандемії; 69,2 % втратили дохід, 39,9 % мали скорочений робочий день, а близько 14 % були звільнені. Найбільші втрати зазнала робоча сила сфери послуг (71,6 % постраждалих), за нею йдуть промисловість і будівництво (64,7 %) і сільське, лісове та рибне господарство (26,4 %). Міністерство праці, інвалідів та соціальних питань повідомило, що кількість осіб, які подають заяви про безробіття, у травні 2020 року зросла на 44 % порівняно з попереднім роком. За 5 місяців 2020 року припинили роботу 26 тисяч підприємств. За оцінками міністерства, кількість працівників, які постраждали від пандемії, може зрости протягом другого кварталу 2020 року. Того року робоча сила В'єтнаму скоротилася на 1,2 мільйона осіб; з 2016 по 2019 роки її кількість збільшувалася в середньому на 0,8 % на рік.
Пандемія змінила квартальні тенденції щодо робочої сили. З 2016 по 2019 рік чисельність робочої сили була найменшою в першому кварталі, а потім поступово збільшувалась і досягла піку в четвертому кварталі. У 2020 році робоча сила почала скорочуватися в першому кварталі; вона різко знизилася до найнижчої позначки у другому кварталі, поступово відновившись у третьому та четвертому кварталах.

### Ажіотажний попит
На території всього В'єтнаму в магазинах швидко розійшлись захисні маски для обличчя та засоби для дезінфекції для рук відразу ж після того, як у країні були зареєстровані перші випадки коронавірусної хвороби. Подібні тенденції спостерігались і в інших азійських країнах. Виконувач обов'язків міністра охорони здоров'я Ву Дик Дан закликав усіх зберігати спокій під час епідемії хвороби та не робити панічних покупок. В'єтнамська влада вжила низку заходів для арешту осіб, які наживалися на спалаху.

### Авіаційний транспорт та туризм
Найбільш постраждалими від наслідків пандемії галузей в економіці В'єтнаму стали туристична галузь та авіаційний транспорт. Адміністрація цивільної авіації В'єтнаму заявила, що авіаційна промисловість перебуває в найгіршій ситуації за останні 60 років її існування. З 234 зареєстрованих у В'єтнамі літаків більше 200 не можуть здійснювати польотів через карантин, тоді як авіакомпанії все ще повинні витратити сотні мільйонів доларів на оплату низки послуг, зокрема оренду літаків, оплату працівників, обслуговування літаків та плата за користування авіатерміналами. За оцінками авіакомпанії «Vietnam Airlines», її дохід у 2020 році может скоротитися на 2,1 мільярда доларів США. Наслідком цього стало те, що близько 10 тисяч співробітників національної авіакомпанії, більш ніж 50 % штату компанії, вимушені були взяти неоплачувані відпустки. Генеральний директор авіакомпанії Дуонг Трі Тхань заявив, що компанія «Vietnam Airlines» переживає найважчий період у своїй історії. Проте завдяки тому, що у В'єтнамі швидко поставили під контроль епідемію коронавірусної хвороби, відновлення авіації В'єтнаму відбувалось швидшими темпами, ніж у інших країнах регіону. Згідно прогнозу Fitch Ratings, виторг у пасажиро-кілометрах в'єтнамських авіакомпаній складе близько 55 % від базового рівня в 2020 році та зросте до 90 % у 2021 році.
За даними Головного статистичного управління В'єтнаму, у серпні 2020 року до країни прибули лише трохи більш ніж 16300 іноземців, переважно спеціалісти, запрошені на роботу. З 25 липня, після початку другої хвилі епідемії, багато населених пунктів вимушені закривати туристичні об'єкти та визначні пам'ятки від відвідувань, та вживати заходів для стримування поширення інфекцій всередині країни. Стародавнє імперське місто Хюе, популярне серед іноземних гостей, було порожнім під час пандемії. Департамент туризму провінції Тхиатх'єн-ХюеT повідомив, що 80 % готелів закриті, а 8000 людей втратили роботу. Влада заявила, що пандемія спричинила значні труднощі для понад 1100 готельних, і до лютого 2021 року департамент туризму провінції повідомив, що близько 100 з них призупинили роботу.
Доходи від туризму за перші вісім місяців року досягли 13,1 трильйонів в'єтнамських донгів (569 мільйонів доларів США), зменшившись на 54,4 % порівняно зі зростанням на 10 % за цей же період минулого року. За перші вісім місяців 2020 року, коли уряд закрив кордони та скасував усі міжнародні рейси, туристичні агентства прийняли 3,77 мільйона прибулих туристів, що на 66, 6 % менше порівняно з попереднім роком. Падіння відвідувань В'єтнаму спостерігалося майже зі всіх країн, зокрема з Китаю, Малайзії, Південної Кореї, Японії та Франції. Туристичний відділ міської ради Хошиміна повідомив, що близько 90 % підприємств у місті, пов'язаних з туристичною галуззю, вимушені були призупинити діяльність під час другої хвилі пандемії коронавірусної хвороби. У провінції Кханьхоа (де розташований Нячанг) у 2020 році кількість туристів впала більш ніж на 80 %, а сотні готелів продавалися за низькими цінами.
За даними управління цивільної авіації країни, у 2020 році через аеропорти країни пройшли 66 мільйонів пасажирів (зниження на 43,5 %). 22 аеропорти В'єтнаму прийняли 340 тисяч рейсів, які виконували 68 іноземних і 5 в'єтнамських перевізників, що на 31,9 % менше, ніж у 2019 році; перевантажено майже 1,3 мільйона тонн вантажів, що на 14,7 % менше, ніж у 2019 році. «Vietnam Airlines» та два лоукост-перевізники (VietJet Air і Bamboo Airways) звернулися за державною підтримкою та рефінансували кредити, вважаючи, що галузь повністю відновиться не раніше 2023 року.
Четверта хвиля COVID-19 заморозила літній туристичний сезон 2021 року, закрились турфірми, ресторани, готелі та парки розваг. За даними Національного управління туризму Вєтнаму, за перші 9 місяців 2021 року кількість внутрішніх туристів зменшилася на 16 % порівняно з 2020 роком і на 52 % порівняно з 2019 роком. Дохід від туризму склав майже 137 трильйонів донгів, що на 41 % менше, ніж у 2020 році. Наприкінці вересня Віньфук, Куангнінь, Хайфон, Тханьхоа, Куангбінь, Ламдонг і Хошимін відновили внутрішньопровінційний туризм. Хошимін пропонув екскурсії до Кангіо та Кучі та інші комерційні тури для лікарів, які надавали безпосередню допомогу хворим. У середині жовтня іноземних туристів знову пустили на ізольовані курорти та туристичні зони. 12 листопада заступник директора національної авіаційної адміністрації Во Хуй Куонг заявив, що агентство планує організувати майже 30 рейсів до провінцій Кьєнзянг і Кханьхоа. Адміністрація отримала план польоту через 5 днів від «Vietnam Airlines» і «VietJet Air» 20 листопада на острів Фукуок у провінції Кьєнзянг. З Кореї, Японії, Тайваню та Таїланду заплановано близько 20 рейсів до Кьєнгзяна і Кханьхоа. 17 листопада рейс із 29 іноземними туристами приземлився в міжнародному аеропорту Дананга. Вони були першими міжнародними туристами, які повернулися до В'єтнаму згідно з програмою паспортів вакцинації країни після призупинення міжнародних авіарейсів у березні 2020 року.

### Освіта
6 лютого 2020 року відбулося засідання головного комітету з питань профілактики та контролю захворювань В'єтнаму за участю міністра освіти та професійної підготовки Фунг Сюань Нха, який дав дозвіл на продовження перебування учнів та студентів удома додатково на тиждень після свята Тет. 14 лютого Міністерство охорони здоров'я повідомило, що канікули в школах продовжені до кінця лютого, після чого вони будуть і далі закриті на території всієї країни. Рішення про закриття усіх шкіл у країні опубліковано 31 березня разом із рішенням про загальнонаціональний карантин, яке набрало чинності 1 квітня. Фактично в'єтнамські учні та студенти не відвідували відвідувати учбові заклади увесь перший семестр у 2020—2021 навчальному році, тому учбові заклади поступово перейшли на онлайн-навчання. 31 березня міністерство освіти та професійної підготовки видало довідник навчальних планів на другий семестр навчального року 2019—2020 для молодших класів та середньої школи. Випускні екзамени в школах у 2020 року не були автоматично вступними іспитами до вищих учбових закладів, а цього року відділені від вступних іспитів до вищих учбових закладів, які цього року розділені на два етапи для різних провінцій. Перший етап цього екзамену пройшов з до 10 серпня для менш постраждалих від епідемії провінцій. Другий етап проходив 3 та 4 вересня за участю 11 екзаменаційних комісій, який складали понад 26 тисяч абітурієнтів, переважно в найбільш уражених коронавірусною хворобою провінціях у центральній частині В'єтнаму, а також частина абітурієнтів, які перебували на карантині у зв'язку з контактом із підтвердженими випадками COVID-19.
Закриття шкіл з лютого по травень вплинуло на 21,2 мільйона дітей по всій країні, позбавивши доступу до медичних і захисних послуг і субсидованого шкільного харчування. COVID-19 спричинив пропуски навчання в школах, оскільки діти супроводжували батьків у пошуках роботи в нових місцях. Близько 3 % сільських домогосподарств повідомили, що вони припинили відправляти дітей до школи через зниження доходів. Домашня реєстрація була адміністративною перешкодою, особливо для дітей мігрантів, для системи державної освіти. Пандемія посилила цифровий розрив у В'єтнамі; багато учнів живуть у віддалених регіонах з обмеженим доступом до Інтернету, та не можуть дозволити собі пристрої, необхідні для онлайн-навчання, або не мають викладачів, які володіють таким знанням. Програми онлайн та дистанційного навчання не набули загальнонаціонального охоплення. Такі навчальні програми були доступні від початкового до університетського рівня в деяких провінціях, але в інших вони були доступні лише для 9-12 класів. Лише у великих містах були програми від початкової до старшої школи, а за деякі відеоуроки потрібно було платити. Онлайн і дистанційне навчання було зосереджено на математиці, в'єтнамській та англійській мовах і часто було недоступним мовами етнічних меншин; позакласні програми, такі як статеве виховання, часто не висвітлювалися. Половина респондентів опитування ЮНІСЕФ повідомили, що їх діти вчаться менше або взагалі не вчаться, поки школи закриті.

### Фармацевтична промисловість
Всупереч позитивному прогнозу до пандемії, дохід фармацевтичної галузі у 2020 році зріс менш ніж на 3 % (порівняно з історичним середньорічним показником майже у 12 %) внаслідок соціального дистанціювання та жорсткого контролю відвідувань лікарень. За даними «SSI Research», занепокоєння можливим інфікуванням та суворі карантинні заходи в багатьох лікарнях обмежили кількість пацієнтів, які приходять на періодичні огляди, зменшивши кількість загальнонаціональних медичних оглядів і лікування на 10-15 %. Споживачі купували дезінфікуючі засоби для рук і маски замість безрецептурних ліків, скорочуючи продажі в аптеках.
Однак 2020 рік був «визначним» роком для діяльності зі злиття та поглинання у фармацевтичній галузі. Загальна вартість злиттів і поглинань у 2020 році оцінюється в 72,8 мільйона доларів США з багатьма іноземними інвесторами. Найбільшою угодою стала купівля компанією SK Group (Південна Корея) за 39,8 мільйона доларів 25 % фармацевтичної компанії «Imexpharm» (IMP). Stada Arzneimittel (Німеччина), що спеціалізується на дженериках, витратила понад 17,3 мільйона доларів США, збільшивши свою частку власності в акціонерній компанії «Pymepharco» з 70 до 76 %; «ASKA Pharmaceutical» (Японія), що спеціалізується на шлунково-кишкових препаратах, гормонах та акушерсько-гінекологічних препаратах, витратила 16 мільйонів доларів на купівлю 25 % акцій «Hataphar» (друга за величиною фармацевтична компанія В'єтнаму в 2019 році).
Пандемія кинула виклик фармацевтичній промисловості, особливо внаслідок поширення хвороби. Швидке старіння населення В'єтнаму та зростання доходу на душу населення сприяють довгостроковому зростанню ринку охорони здоров'я, тому «можливість відновлення галузі в 2021 році [була] дуже ймовірною».

### Спорт
Епідемія коронавірусної хвороби спричинила відкладення початку розіграшу вищого дивізіону в'єтнамського футболу, що також спричинило порушення підготовки збірної В'єтнаму до відбіркового турніру чемпіонат світу з футболу 2022 року. Це також призвело до перенесення Гран-прі В'єтнаму чемпіонаті світу Формули-2020 на 2021 рік.
23 травня відкрився сезон В.Ліги 1 матчем між клубом «Намдінь» та клубом «Хоангань Зялай» за присутності 10 тисяч глядачів на стадіоні «Тьєнь Труонг» у місті Намдінь, ставши першим матчем професійної футбольної ліги в світі, який відбувся після початку пандемії коронавірусної хвороби за присутності глядачів. Через міжнародні обмеження на подорожі кіберспортивні переможці «Vietnam Championship Series» не змогли взяти участь у чемпіонаті світу з гри «League of Legends» 2020 року і «Mid-Season Invitational 2021».

## У популярній культурі
Національний інститут охорони праці та охорони навколишнього середовища В'єтнаму доручив композиторам записати пісню «Ghen Cô Vy» («Ревнивий коронавірус»), римейк пісні «Ghen» («Ревнивий») 2017 року, для навчання людей ретельного миття рук під час пандемії коронавірусної хвороби. Ролик з цією піснею став вірусним, вперше отримавши похвалу від Джона Олівера у його ток-шоу «Події минулого тижня з Джоном Олівером», після чого стає все більш популярним серед публіки, часто дублюється користувачами Інтернету, а ЮНІСЕФ рекомендує це відео як засіб боротьби зі страхом перед коронавірусною хворобою.